# Labatut-Rivière
Pour les articles homonymes, voir Labatut.
Labatut-Rivière est une commune française située dans le nord du département des Hautes-Pyrénées, en région Occitanie. La commune se situe dans le pays de Rivière-Basse, aux confins de la Bigorre, du Béarn et de l'Armagnac. Sur le plan historique et culturel, la commune est dans le pays de Rivière-Basse, qui s’allonge dans la moyenne vallée de l’Adour, à l’endroit où le fleuve marque un coude pour s’orienter vers l’Aquitaine.
Exposée à un climat océanique altéré, elle est drainée par l'Adour, le canal d'Alaric, l'Estéous, le Louet, l'Ayza, le ruisseau de la Côte et par divers autres petits cours d'eau. La commune possède un patrimoine naturel remarquable : un site Natura 2000 (la « vallée de l'Adour ») et deux zones naturelles d'intérêt écologique, faunistique et floristique.
Labatut-Rivière est une commune rurale qui compte 386 habitants en 2022, après avoir connu un pic de population de 859 habitants en 1841. Elle fait partie de l'aire d'attraction de Maubourguet. Ses habitants sont appelés les Labatutois ou  Labatutoises.

## Géographie

### Localisation
Labatut-Rivière est située à l'extrême nord du département des Hautes-Pyrénées. Elle est limitrophe du département du Gers.
La commune fait partie de l'ancien Pays et Comté de Bigorre, plus précisément du Pays de Rivière-Basse.
La commune se situe sur l'Adour entre Maubourguet et Plaisance, elle s'étend d'ouest en est du Louet aux premiers coteaux gersois. Elle est aujourd’hui située à 618,7 km au sud-ouest de Paris-Notre-Dame, point zéro des routes de France, à 114,4 km à l'ouest de Toulouse, à 32,6 km au nord-ouest de Tarbes, à 40,8 km au nord-est de Pau et à 6,5 km au nord de Maubourguet.

### Communes limitrophes

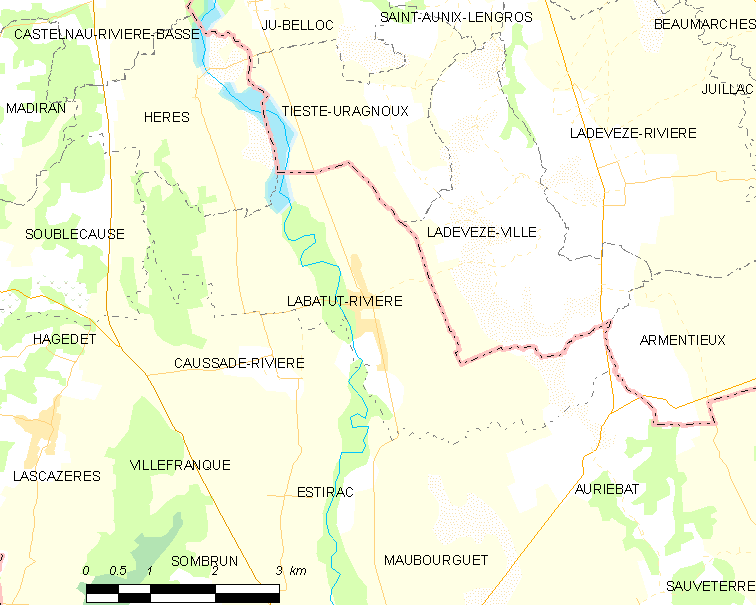
Carte de la commune de Labatut-Rivière et des proches communes.

| Soublecause      | Hères           | Tieste-Uragnoux (Gers) |
| Caussade-Rivière | Labatut-Rivière | Ladevèze-Ville (Gers)  |
| Estirac          | Auriébat        | Armentieux (Gers)      |

### Géologie et relief

Géologie des terrains affleurants de Rivière-Labatut.

Labatut-Rivière se situe au sud du Bassin aquitain, vaste région géologique sédimentaire du Sud-Ouest de la France, à proximité de la chaîne des Pyrénées dont les contreforts (le piémont pyrénéen) est à environ 50 km au sud de la commune, et dans la vallée de l'Adour avant son inflexion vers l'Atlantique. Le territoire de la commune se répartit de manière égale de part et d'autre de la rivière.
D'une altitude moyenne de 160 m, Labatut-Rivière s'étage d’est en ouest d'une altitude maximale de 226 m, point culminant situé au sud-est de son territoire sur les coteaux des collines gersoises, à une altitude minimale de 148 m à l’extrême nord-ouest de la commune au niveau du Louet.
L'ensemble des terrains affleurants de la commune sont issus de l'ère Cénozoïque. Les sols de la vallée de l’Adour datent de la période du Quaternaire et ceux des coteaux sont de la période du Néogène,,.
Le sol des lits et des rives des rivières est constitué d'alluvions actuelles ou subactuelles de l'époque Holocène (Fz : alluvions de l'Adour et de l'Échez constituées de sables et de galets) ou datant des dernières glaciations de l'époque Pléistocène (Fy1 : alluvions des vallées de l’Adour et de l'Échez constituées de galets, de graviers et de sables ; Fy2 : alluvions des basses terrasses des rivières gasconnes constituées  de galets siliceux et limons ; Fy : terrasse à gros galets, cailloutis à granité sain et matrice sableuse ; Fx1 : terrasse des vallées de l’Adour et de l'Echez constituées  galets, graviers et sables).
Les sols des versants et des flancs des coteaux sont constitués de colluvions et d'alluvions anciennes issues du Miocène (RCm : formations résiduelles et colluvions issues des calcaires miocènes ; C-Fm : colluvions limoneuses et alluvions anciennes déplacées). Les parties hautes des coteaux et les hauteurs des collines sont constituées de sols molassiques de l'Helvétien moyen (m2a2 : niveaux des calcaires de Sansan, de Monlezun, de Bassouès), de l’Helvétien inférieur (m2a1 : niveau du calcaire inférieur de l'Astarac) ou du Burdigalien (m1b3 : niveaux des calcaires d'Auch et de Lectoure supérieur) ; ou de sols non molassiques du Pontien (m-p : argiles à galets).

### Hydrographie

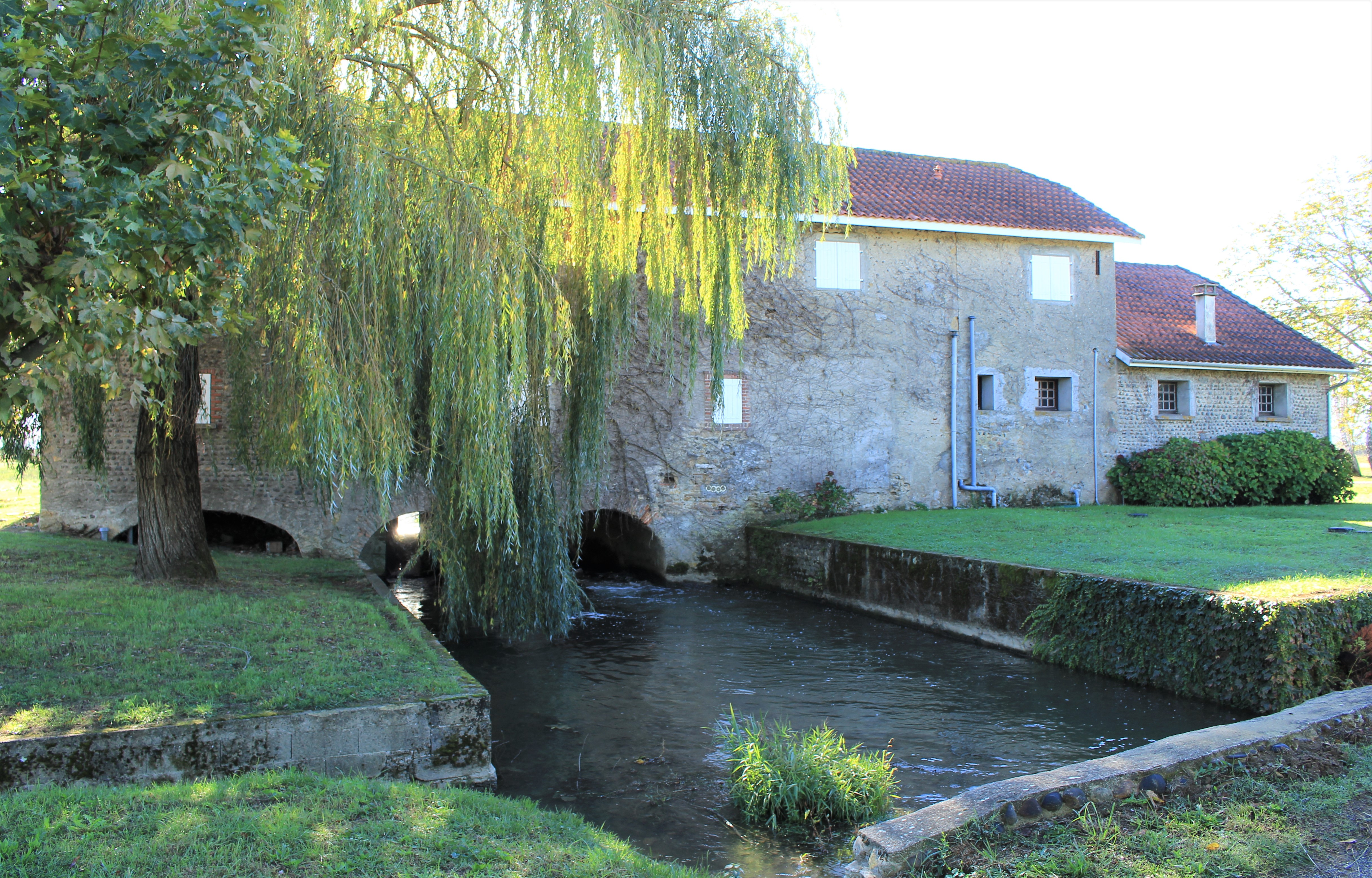
Le moulin à eau du Las en 2022.

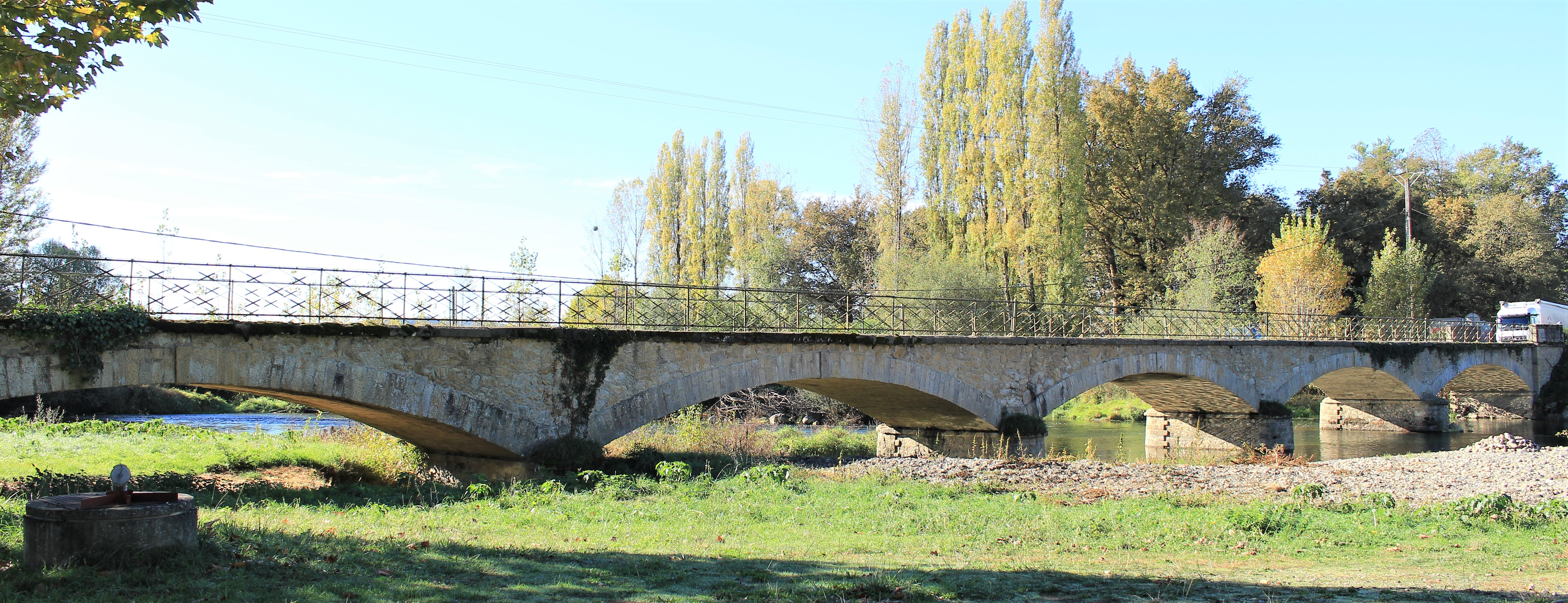
Le pont au-dessus de l'Adour.

La commune est dans le bassin de l'Adour, au sein du bassin hydrographique Adour-Garonne. Elle est drainée par l'Adour, le canal d'Alaric, l'Estéous, le Louet, l'Ayza, le ruisseau de la Côte, la Géloque, la Hadège, le ruisseau de Paparen et le ruisseau du Vieil-Adour, constituant un réseau hydrographique de 15 km de longueur totale,.
L'Adour, d'une longueur totale de 308,8 km, se forme dans la vallée de Campan en Haute-Bigorre de la réunion de trois torrents : l'Adour de Payolle, l'Adour de Gripp et l'Adour de Lesponne et s'écoule vers le nord. Il traverse la commune et se jette dans le golfe de Gascogne à Anglet, après avoir traversé 118 communes.
Le canal d'Alaric, d'une longueur totale de 73,7 km, prend sa source dans la commune de Pouzac et s'écoule vers le nord. Il traverse la commune et se jette dans l'Adour à Izotges, après avoir traversé 38 communes.
L'Estéous, d'une longueur totale de 45,3 km, prend sa source dans la commune de Souyeaux et s'écoule vers le nord-est. Il se jette dans l'Adour sur le territoire communal, après avoir traversé 29 communes.
Le Louet, d'une longueur totale de 44,3 km, prend sa source dans la commune de Gardères et s'écoule vers le nord. Il traverse la commune et se jette dans l'Adour à Castelnau-Rivière-Basse, après avoir traversé 22 communes.
L'Ayza, d'une longueur totale de 27,5 km, prend sa source dans la commune de Montaner et s'écoule vers le nord. Il traverse la commune et se jette dans le Louet à Hères, après avoir traversé 13 communes.

### Climat
Le tableau ci-dessous indique les valeurs normales de l'ensoleillement, des températures et des précipitations, observées par Météo-France à Ossun, où se trouve la station météorologique de référence pour le département.
| Mois                              | jan.  | fév.  | mars  | avril | mai   | juin  | jui.  | août  | sep.  | oct.  | nov.  | déc.  | année   |
| --------------------------------- | ----- | ----- | ----- | ----- | ----- | ----- | ----- | ----- | ----- | ----- | ----- | ----- | ------- |
| Température minimale moyenne (°C) | 0,6   | 1,3   | 2,7   | 5,2   | 8,3   | 11,6  | 14,1  | 13,9  | 11,7  | 8     | 3,6   | 1,3   | 6,9     |
| Température moyenne (°C)          | 5,3   | 6,1   | 7,8   | 10    | 13,3  | 16,7  | 19,3  | 19    | 17,2  | 13,3  | 8,5   | 5,8   | 11,9    |
| Température maximale moyenne (°C) | 9,9   | 11    | 12,9  | 14,8  | 18,3  | 21,7  | 24,5  | 24    | 22,6  | 18,6  | 13,4  | 10,4  | 16,8    |
| Ensoleillement (h)                | 108,8 | 118,8 | 155,6 | 157,2 | 181,3 | 191,5 | 215,5 | 196,4 | 194,5 | 164,4 | 124,4 | 104,4 | 1 912,8 |
| Précipitations (mm)               | 112,8 | 97,5  | 100,2 | 105,7 | 113,6 | 80,7  | 57,3  | 70,3  | 71    | 85,2  | 93    | 112,1 | 1 099,4 |

| Diagramme climatique                                  |           |              |              |              |              |              |            |            |           |           |              |
| J                                                     | F         | M            | A            | M            | J            | J            | A          | S          | O         | N         | D            |
| 9,90,6112,8                                           | 111,397,5 | 12,92,7100,2 | 14,85,2105,7 | 18,38,3113,6 | 21,711,680,7 | 24,514,157,3 | 2413,970,3 | 22,611,771 | 18,6885,2 | 13,43,693 | 10,41,3112,1 |
| Moyennes : • Temp. maxi et mini °C • Précipitation mm |           |              |              |              |              |              |            |            |           |           |              |

### Occupation des sols

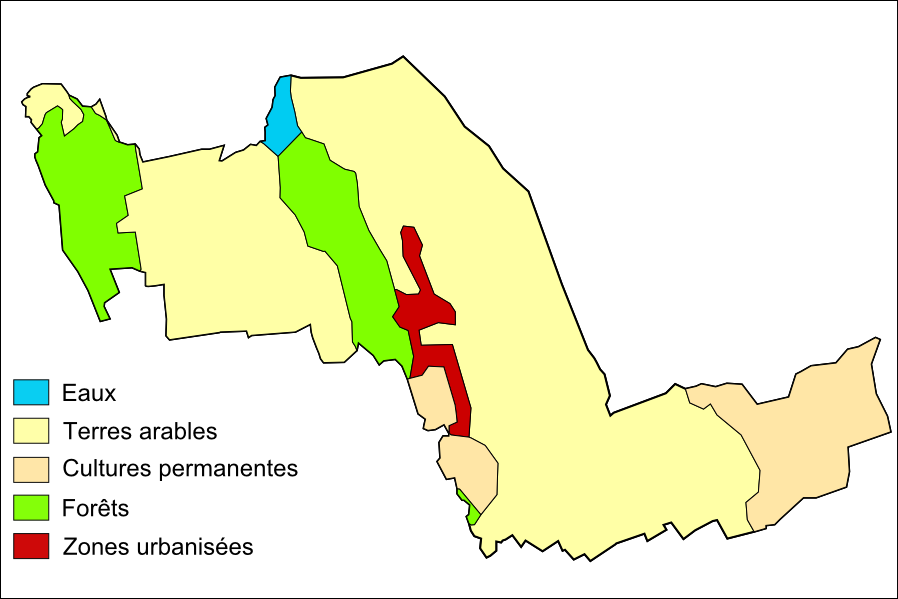
Carte d'occupation des sols.

D'une superficie de 1 271 ha, la commune est essentiellement constituée d'espaces ruraux.
| Type d’occupation    | Pourcentage |
| -------------------- | ----------- |
| Terres arables       | 68,45 %     |
| Bois ou forêts       | 14,89 %     |
| Cultures permanentes | 12,75 %     |
| Espace urbain        | 2,92 %      |
| Eaux                 | 1 %         |

Les terres arables et les zones de cultures permanentes occupent la majeure partie du territoire de la commune. Les parcelles boisées s'étendent le long des rives de l'Adour et dans l'espace compris entre le Louet et l'Ayza au nord-ouest de la commune.

### Voies de communication et transports

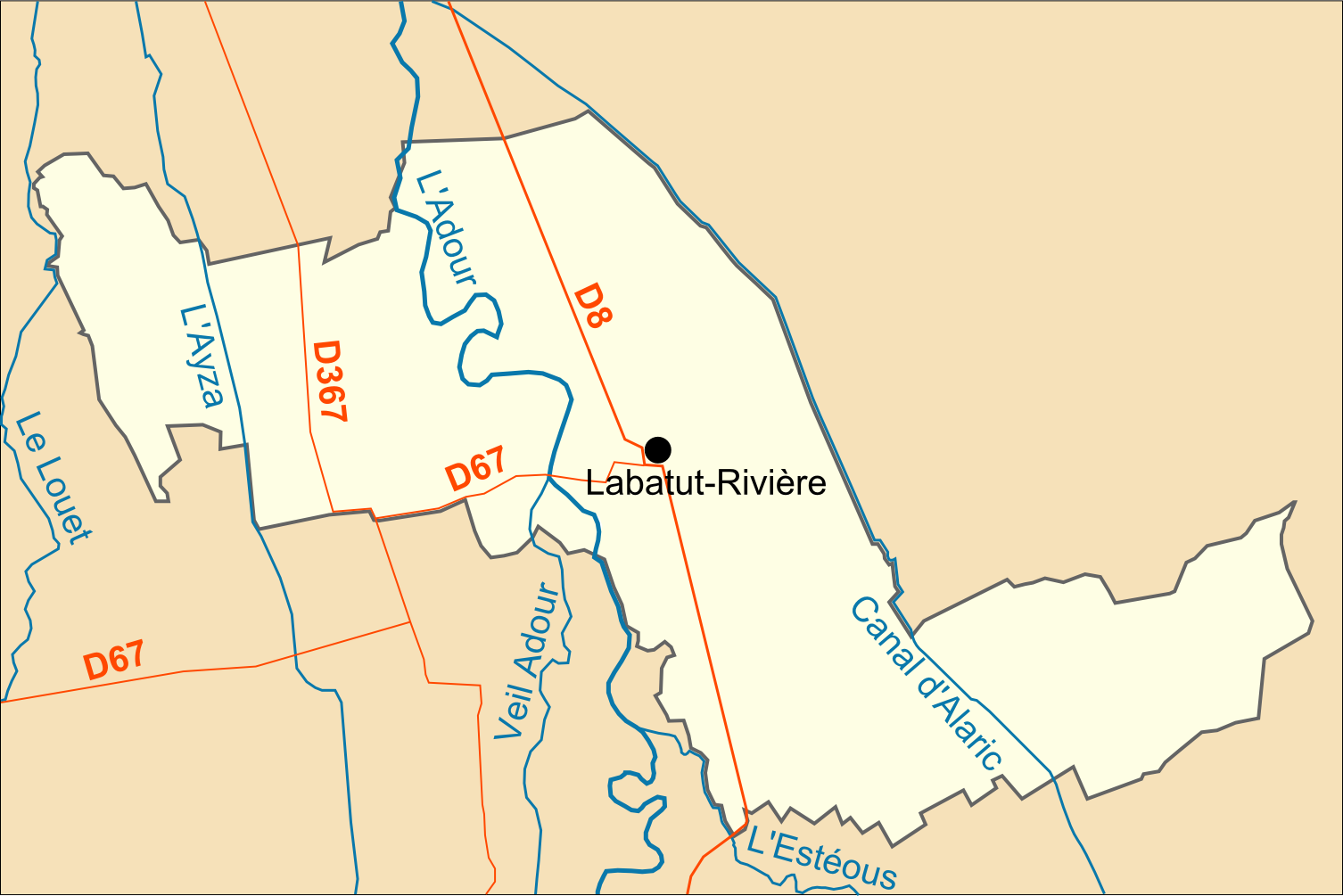
Carte des rivières et des routes de Labatut-Rivière.

Depuis Maubourguet, Labatut-Rivière est accessible par la route départementale D 8 qui relie Tarbes au nord du département.
Jusqu'en 1970, date de la fin du service voyageurs sur la ligne entre Mont-de-Marsan et Tarbes, la gare la plus proche était celle de Caussade-Rivière, située à 4,3 km de Labatut-Rivière. Actuellement, la gare la plus proche est celle de Tarbes, située à 30 km. Des cars TER et du conseil départemental des Hautes-Pyrénées assurent des liaisons régulières entre Maubourguet et les gares routières et ferroviaires de Tarbes en trente minutes. En outre, un service de cars est organisé par le conseil départemental le mardi vers le marché de Maubourguet et le samedi vers le marché de Vic-en-Bigorre.

## Urbanisme

Sélection de vues diverses
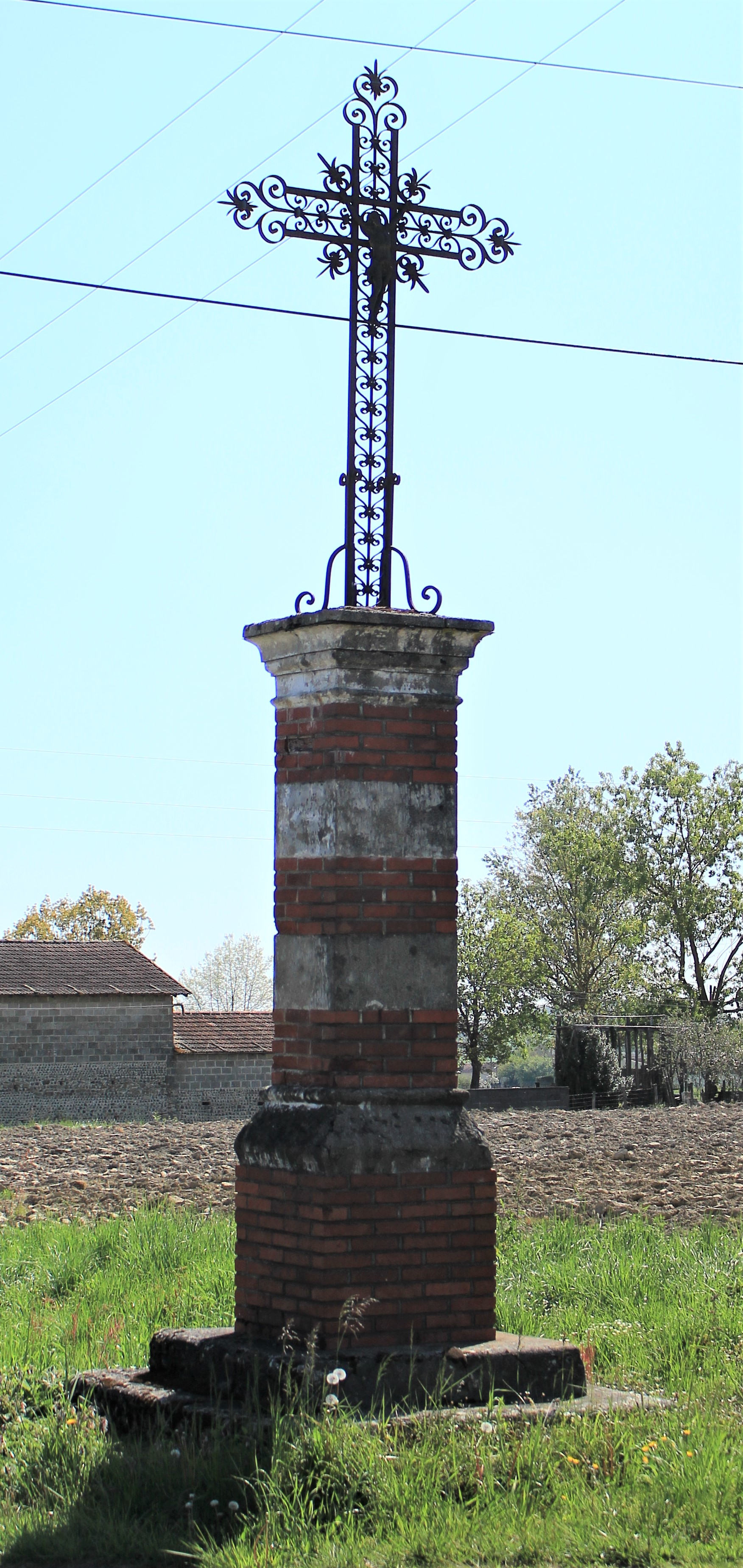
Une croix.
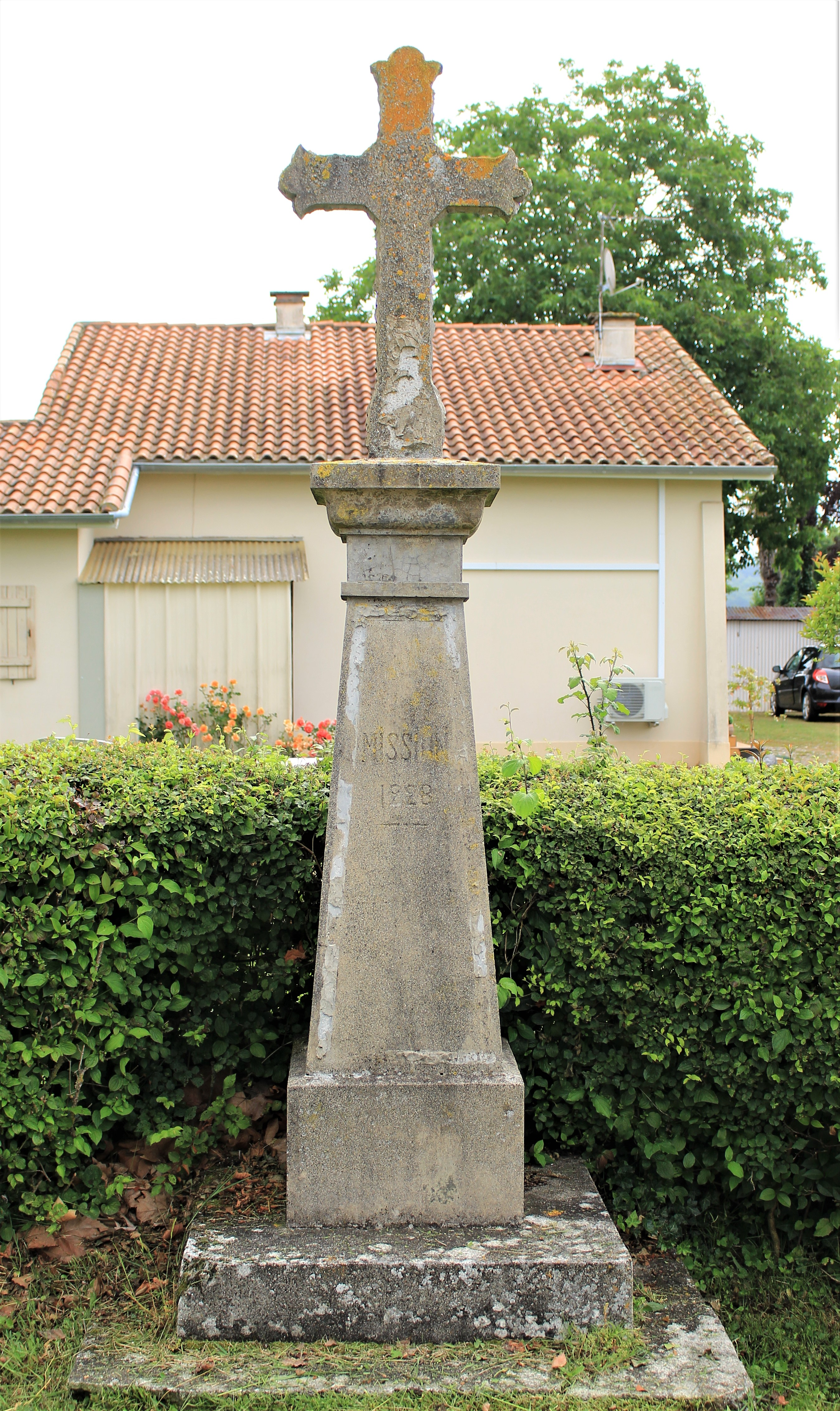
Une croix.
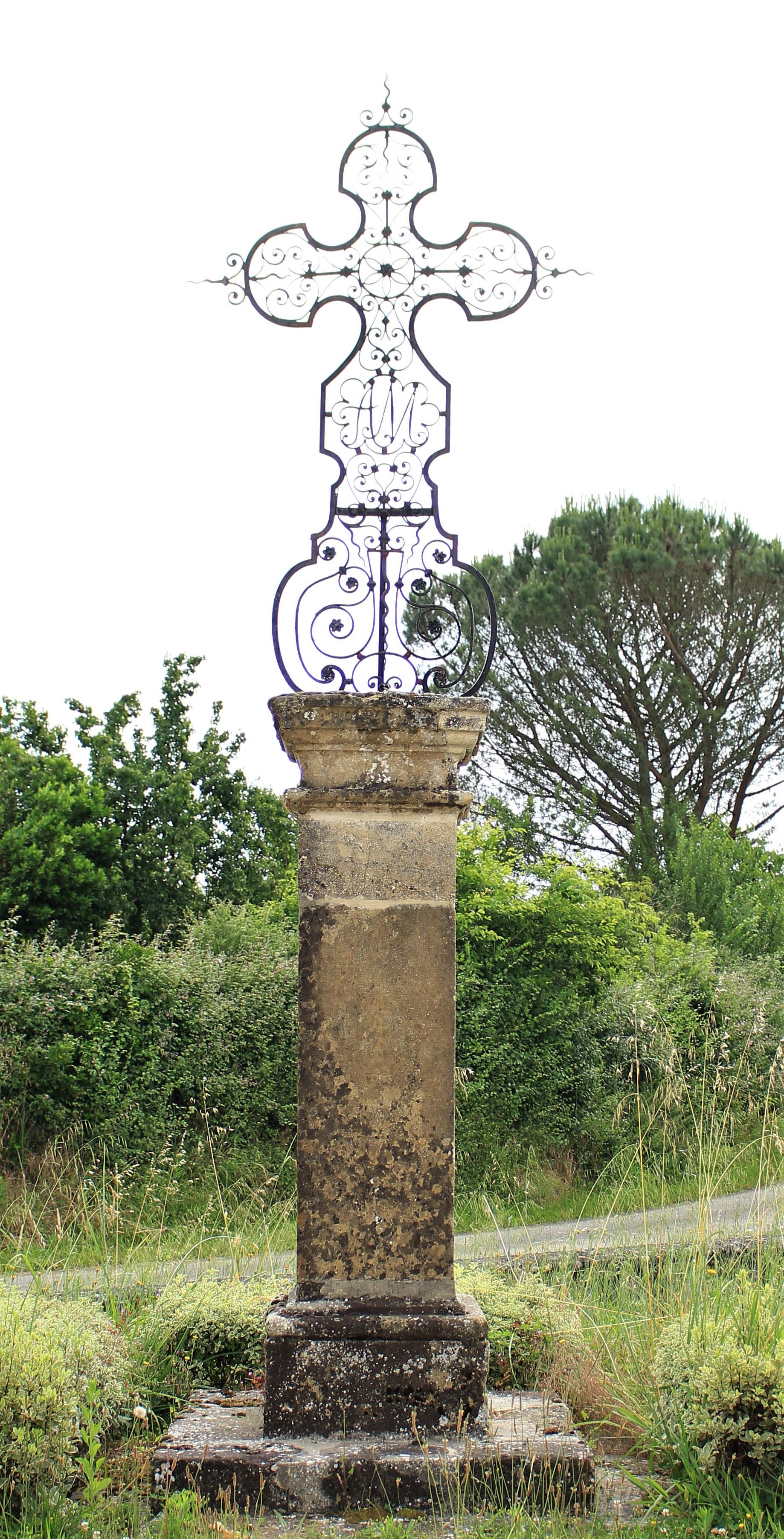
Une croix.

### Typologie
Au 1er janvier 2024, Labatut-Rivière est catégorisée commune rurale à habitat dispersé, selon la nouvelle grille communale de densité à sept niveaux définie par l'Insee en 2022.
Elle est située hors unité urbaine. Par ailleurs la commune fait partie de l'aire d'attraction de Maubourguet, dont elle est une commune de la couronne,. Cette aire, qui regroupe 13 communes, est catégorisée dans les aires de moins de 50 000 habitants,.

### Occupation des sols
L'occupation des sols de la commune, telle qu'elle ressort de la base de données européenne d’occupation biophysique des sols Corine Land Cover (CLC), est marquée par l'importance des territoires agricoles (78,9 % en 2018), en diminution par rapport à 1990 (80,6 %). La répartition détaillée en 2018 est la suivante : 
terres arables (63,7 %), forêts (15,7 %), zones agricoles hétérogènes (12,4 %), zones urbanisées (4,5 %), prairies (2,9 %), eaux continentales (0,9 %).
L'IGN met par ailleurs à disposition un outil en ligne permettant de comparer l’évolution dans le temps de l’occupation des sols de la commune (ou de territoires à des échelles différentes). Plusieurs époques sont accessibles sous forme de cartes ou photos aériennes : la carte de Cassini (XVIIIe siècle), la carte d'état-major (1820-1866) et la période actuelle (1950 à aujourd'hui).

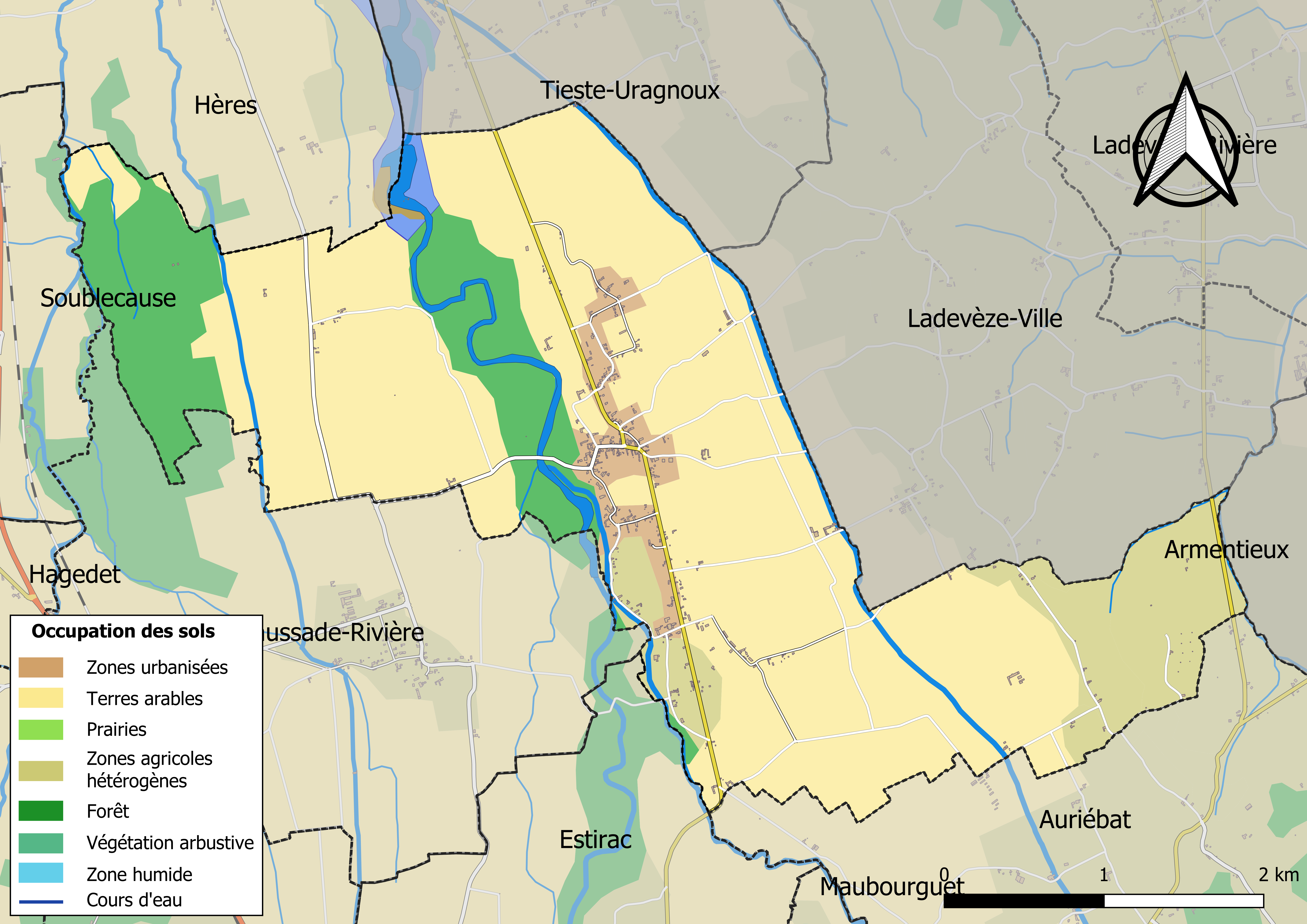
Carte des infrastructures et de l'occupation des sols en 2018 (CLC) de la commune.
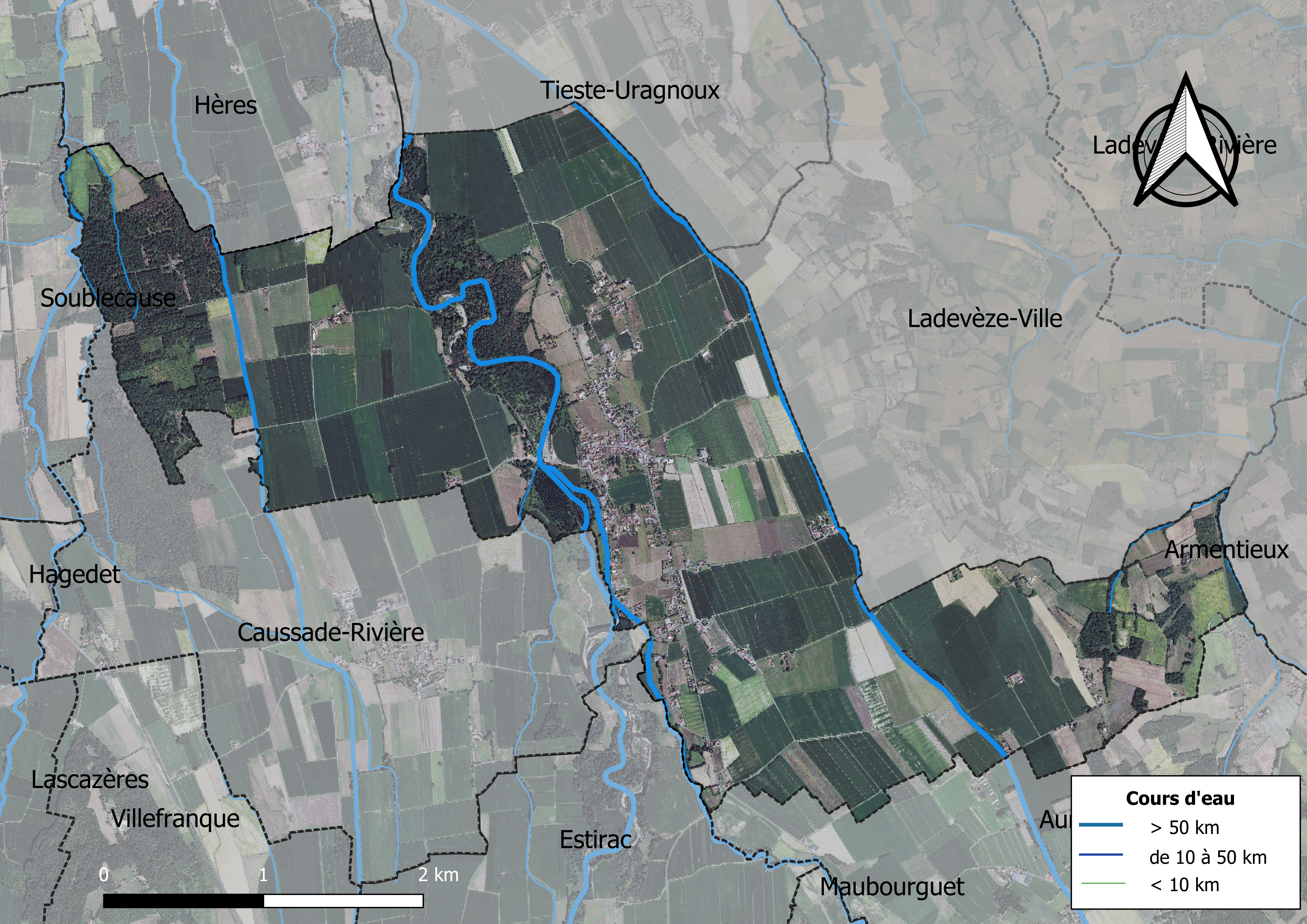
Carte orthophotogrammétrique de la commune.

### Hameaux et lieux-dits
La plus grande partie de l'habitat de Labatut-Rivière est concentré le long de la rive droite de l’Adour, il s’étale sur quatre quartiers ruraux ou lieux-dits qui sont du sud au nord : Champagne, Le Village, Les Peyrès et Téchénérats.  Le territoire de la commune comprend aussi deux hameaux : Soubagnac, situé au sud-est et Labarthe, situé au nord-ouest.

### Logements
L'habitat de Labatut-Rivière est essentiellement constitué  de maisons individuelles qui sont pour la plupart d'anciennes fermes reconverties en habitations ou d'anciennes maisons de maître. Il existe peu de maisons récentes (construites depuis les années 1950).
En 2009, le nombre total de logements était de 174. Parmi ces logements, 142 (81,6 %) étaient des résidences principales, 28 (16,1 %) des résidences secondaires et 4 (2,3 %) des logements vacants. Ces logements étaient pour 98,3 % d'entre eux des maisons individuelles et pour 0,6 % des appartements. La proportion des résidences principales, propriétés de leurs occupants, était de 86 % (contre 84,1 % en 1999).

### Risques majeurs
Le territoire de la commune de Labatut-Rivière est vulnérable à différents aléas naturels : météorologiques (tempête, orage, neige, grand froid, canicule ou sécheresse), inondations, mouvements de terrains et séisme (sismicité faible). Un site publié par le BRGM permet d'évaluer simplement et rapidement les risques d'un bien localisé soit par son adresse soit par le numéro de sa parcelle.
Certaines parties du territoire communal sont susceptibles d’être affectées par le risque d’inondation par débordement de cours d'eau, notamment l'Adour, le canal d'Alaric, l'Estéous, le Louet et l'Ayza. La cartographie des zones inondables en ex-Midi-Pyrénées réalisée dans le cadre du XIe Contrat de plan État-région, visant à informer les citoyens et les décideurs sur le risque d’inondation, est accessible sur le site de la DREAL Occitanie. La commune a été reconnue en état de catastrophe naturelle au titre des dommages causés par les inondations et coulées de boue survenues en 1982, 1999, 2000, 2009 et 2018,.
Labatut-Rivière est exposée au risque de feu de forêt. Un plan départemental de protection des forêts contre les incendies a été approuvé par arrêté préfectoral le 21 avril 2020 pour la période 2020-2029. Le précédent couvrait la période 2007-2017. L’emploi du feu est régi par deux types de réglementations. D’abord le code forestier et l’arrêté préfectoral du 27 octobre 2014, qui réglementent l’emploi du feu à moins de 200 m des espaces naturels combustibles sur l’ensemble du département. Ensuite celle établie dans le cadre de la lutte contre la pollution de l’air, qui interdit le brûlage des déchets verts des particuliers. L’écobuage est quant à lui réglementé dans le cadre de commissions locales d’écobuage (CLE)

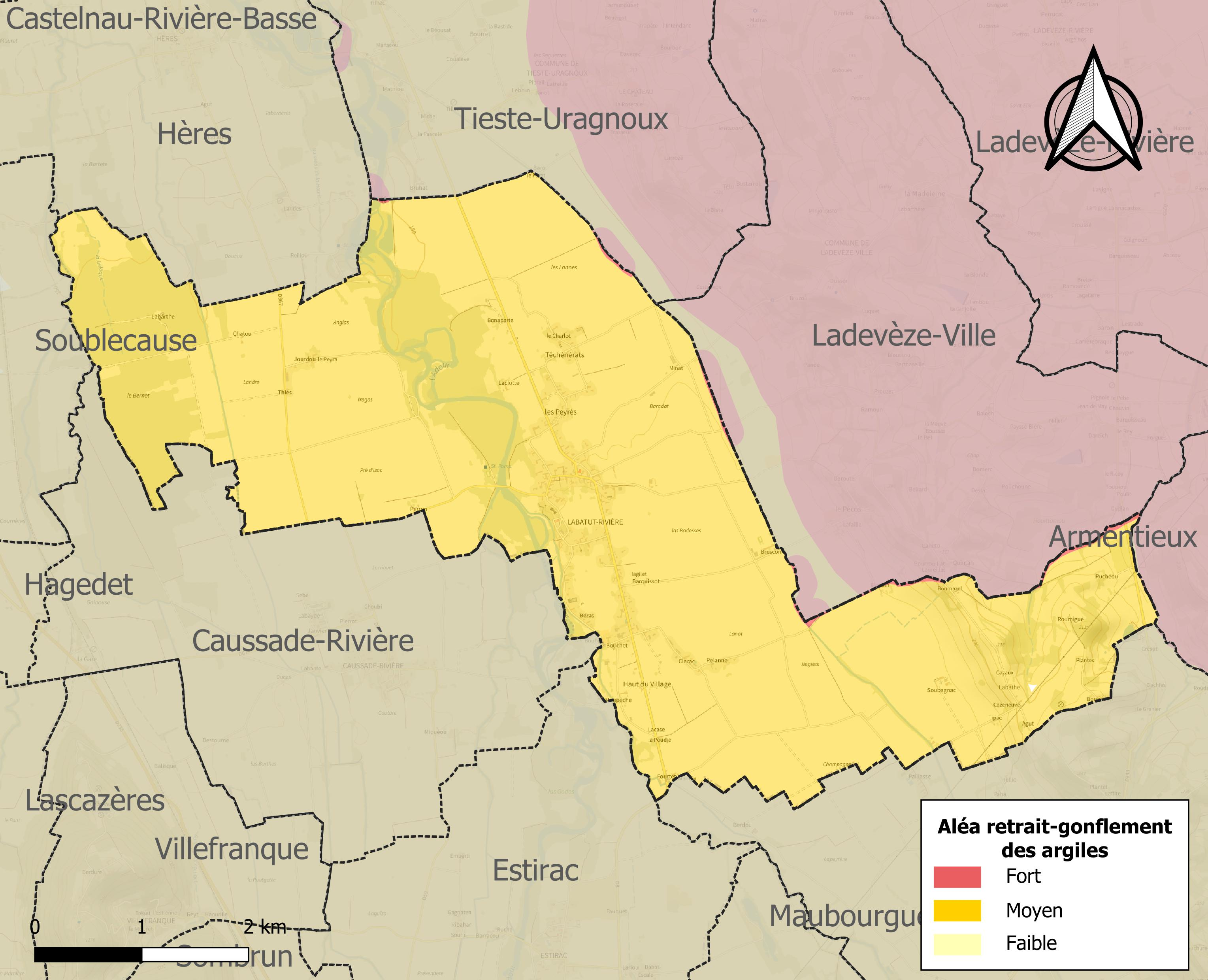
Carte des zones d'aléa retrait-gonflement des sols argileux de Labatut-Rivière.

Les mouvements de terrains susceptibles de se produire sur la commune sont des tassements différentiels.
Le retrait-gonflement des sols argileux est susceptible d'engendrer des dommages importants aux bâtiments en cas d’alternance de périodes de sécheresse et de pluie. La totalité de la commune est en aléa moyen ou fort (44,5 % au niveau départemental et 48,5 % au niveau national). Sur les 202 bâtiments dénombrés sur la commune en 2019, 202 sont en aléa moyen ou fort, soit 100 %, à comparer aux 75 % au niveau départemental et 54 % au niveau national. Une cartographie de l'exposition du territoire national au retrait gonflement des sols argileux est disponible sur le site du BRGM,.
Par ailleurs, afin de mieux appréhender le risque d’affaissement de terrain, l'inventaire national des cavités souterraines permet de localiser celles situées sur la commune.
Concernant les mouvements de terrains, la commune a été reconnue en état de catastrophe naturelle au titre des dommages causés par la sécheresse en 1989 et 2002 et par des mouvements de terrain en 1999.

## Toponymie

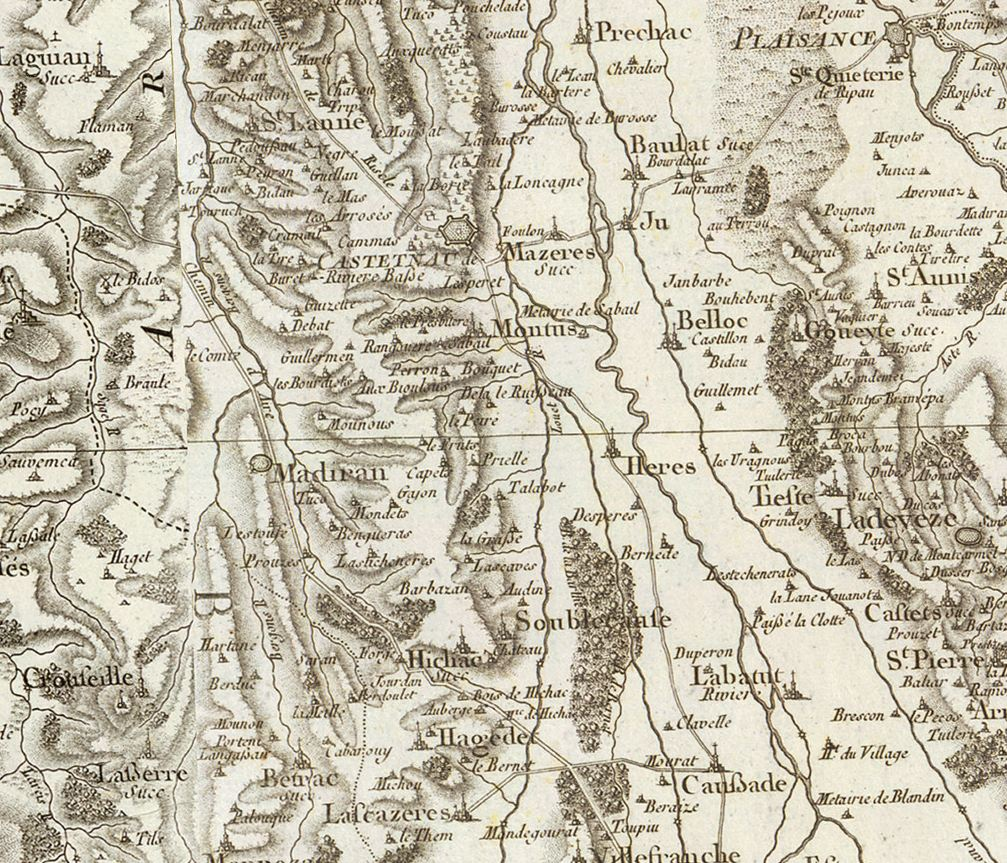
Extrait de la carte de Cassini (entre 1756 et 1789) situant Labatut-Rivière au sud est de Castelnau-Rivière-Basse.

Le nom de la localité est attesté sous les formes in Abatud et A-Labatud au XIIe siècle (cartulaires de Bigorre), puis Labatut en 1300 (enquête en Bigorre), De Abbatuto Rippariae en 1342 (pouillé du diocèse de Tarbes) et Labatut Rivière à la fin du XVIIIe siècle (carte de Cassini).
Selon Albert Dauzat et Charles Rostaing, Labatut serait le participe passé de l'ancien provençal (= ancien occitan) abatre « abattre »  (abatut désignant un bois défriché),. Ernest Nègre propose encore un sens différent, sans certitude cependant, à savoir celui de (ostal) abatut « maison détruite, maison abattue ». Cette proposition se base sur l'existence de nombreux noms de lieux du type la Mézière, Mézières, Lamazère, etc. issus d'un étymon MACERIA désignant des ruines ou encore d'autres types toponymiques comme la Maison-Brûlée, toujours en rapport avec des maisons détruites, bien qu'il s'agisse de substantifs identifiés (et non pas hypothétiques) dans ces exemples.

## Histoire

### Moyen Âge

Localisation de la vicomté de Rivière dans la Gascogne historique.

L'histoire de Labatut se révèle à travers celle de ses seigneurs qui portent le titre de vicomtes de Rivière. 
Les premiers vicomtes de Rivière sont apparus au XIe siècle, mais leur origine et leur relation avec les comtes de Bigorre n'ont pas été établies. En 1256, La Rivière-Basse est  détachée de la Bigorre, alors qu’elle n’est déjà  plus qu’une baylie de cette dernière et non une vicomté à part entière. La lignée des Rivière-Labatut descend probablement des premiers vicomtes, mais leur  titre est  désormais honorifique.
Ils se succèdent de père en fils du XIVe siècle au XVIe siècle et portent indistinctement le titre de vicomte de Rivière ou celui de vicomte de Labatut. La Rivière-Basse est attribuée définitivement à l’Armagnac  en 1319, les vicomtes de Rivière rentrent dès lors au service des comtes d’Armagnac.

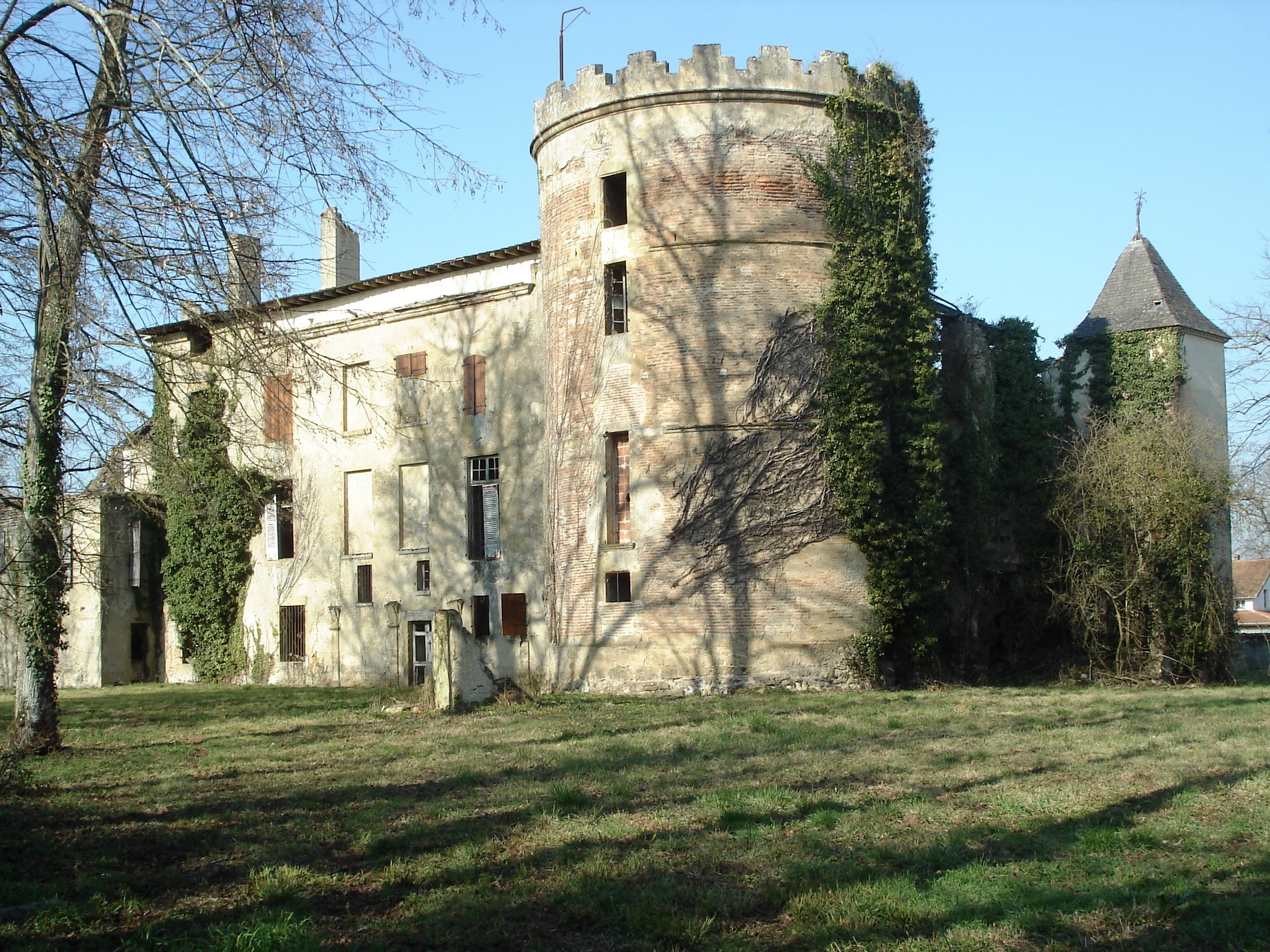
Tour cylindrique du château de Labatut-Rivière datant du XIVe siècle.

Bernard de Rivière est nommé sénéchal d’Armagnac en 1368. Il participe à la reprise de la Bigorre aux anglais en 1370, aux côtés du comte Jean Ier d'Armagnac et il devient sénéchal de Bigorre l’année suivante. Jean II d'Armagnac le confirme ensuite en possession de la terre d’Auriébat en raison des services rendus à son père et à lui-même. Un autre Bernard de Rivière descendant du précédent, très actif dans la lutte contre les Anglais aux côtés d’Arnault Guilhem de Barbazan, devient sénéchal d'Armagnac de 1401 à 1432. C'est à cette époque que les vicomtes de Rivière font construire ou reconstruire leur château, puisque la tour cylindrique, visible de nos jours, est datée du XIVe siècle ou XVe siècle.
Bernard de Rivière, fils du précédent, est au service du comte Jean V d'Armagnac au milieu du XVe siècle. Sa carrière n'est pas affectée par la chute de la maison d'Armagnac à la suite de la prise de Lectoure par les troupes du roi Louis XI et l’assassinat de Jean V. Au contraire, Louis XI le prend directement à son service, il le nomme sénéchal d'Armagnac, mais aussi de Toulouse. Conseiller et chambellan du roi, il porte au plus haut de l’État les armes de sa famille.

### Époque moderne

Blason des seigneurs de Labatut-Rivière.

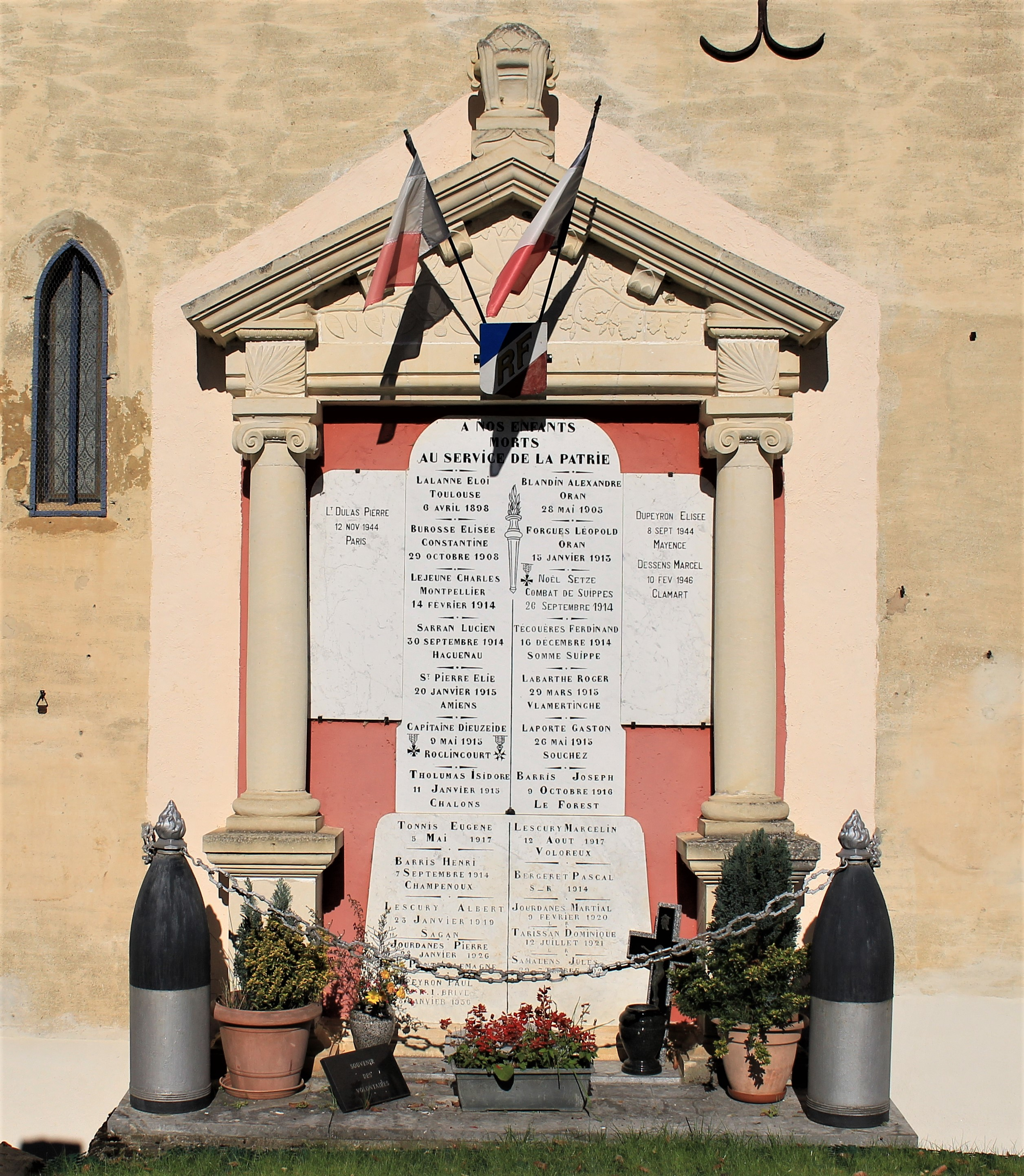
Le monument aux morts municipal.

Au XVIe siècle, les descendants de Rivière continuent de porter le titre de vicomte et s’engagent fortement dans le parti des catholiques durant les Guerres de religion. Ce long conflit s’avère tragique pour la famille et pour la paroisse. L'église de Labatut est incendiée, comme la plupart des édifices catholiques de la vallée de l'Adour, par les troupes protestantes de Montgommery en 1569. Antoine de Rivière participe au siège de Rabastens aux côtés de Blaise de Monluc en 1570. Il est conseiller du roi et sénéchal de Bigorre quand il est tué en duel, en 1579, par le seigneur de Saint-Lanne qu’il tue aussi. Son père, Jean de Rivière, est tué à Tarbes lors d’une revue de ses troupes en 1576. Annet de Rivière, frère cadet d’Antoine, est égorgé par les protestants pendant un festin de noces en 1588.
Au début du XVIIe siècle, Henriette de Rivière fille d'Annet épouse Philippe de Barbotan, puis lègue à son fils Louis Bompar de Barbotan les biens et le titres de la maison de Rivière-Labatut. C'est à cette époque que le château prend sa forme actuelle. Vient ensuite François-Henry dont deux fils se disputent la succession : François dit marquis de Giscaro et Jacques dit comte de Labatut. Anne-Henriette, fille ce dernier, vend la seigneurie de Labatut et ses dépendances en 1776, interrompant ainsi une série de successions familiales établies sur près de sept siècles.
L'acquéreur de la seigneurie de Labatut est Bertrand de Fondeville, seigneur de Marignac et Moustajon dans la Haute-Garonne. Il est assassiné quelques années plus tard en 1781. Son fils Pierre Clair de Fondeville s'installe alors dans le château et sur ses terres de Labatut. Bien que noble et arborant le titre de vicomte de Labatut, il adhère très tôt aux idées de la Révolution. Il est nommé chef de la Garde nationale de Tarbes en 1789, il est ensuite élu premier maire de Tarbes en janvier 1790 et enfin élu président de l'assemblée départementale des Hautes-Pyrénées (futur conseil général), en juillet 1790. Écarté durant la Terreur, il redevient président du conseil général sous le Consulat, sous le Premier Empire et sous la Restauration.
Le rattachement de la Rivière-Basse aux Hautes-Pyrénées, alors qu'elle dépendait de l’Armagnac devenu le département du Gers, s'accompagne de quelques contestations, c'est le cas de la commune de Labatut qui hésite entre les deux départements de 1790 à 1792.
Pierre Clair de Fondeville exerce ensuite plusieurs mandats locaux à Labatut, conseiller municipal, ainsi que maire de 1808 à 1816, puis de 1821 jusqu’à son décès en 1828.

### Époque contemporaine
Son fils ayant disparu prématurément, la succession de Pierre Clair de Fondeville repose sur ses filles dont l’aînée Marquette épouse en 1805 Jean Placide de Castelmore, titré chevalier de Saint-Louis en 1817. Ainsi, le château de Labatut passe à la famille de Castelmore sur la période du XIXe siècle. La famille de Germon en devient à son tour propriétaire par alliance, à l'époque du Second Empire et ce jusqu’à sa vente en 1980. L'intégration de ces deux familles nobles dans la commune est attesté par les multiples mandats de maire  de Jean Placide de Castelmore (1829, 1835, 1838, 1840), puis de Charles de Castelmore, son frère (1852, 1871) et enfin de Louis de Germon (1923).

## Politique et administration

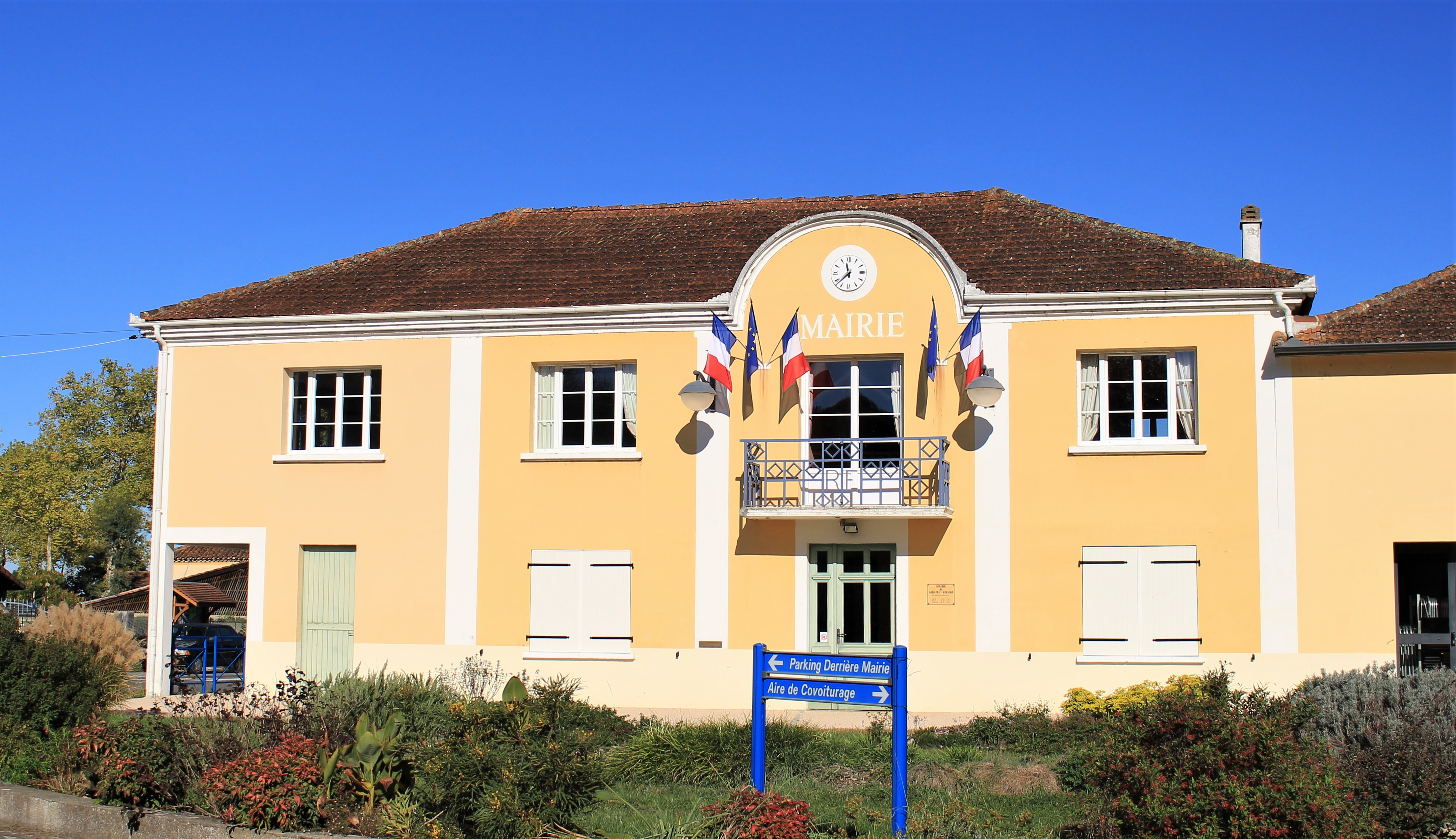
La mairie en 2022.

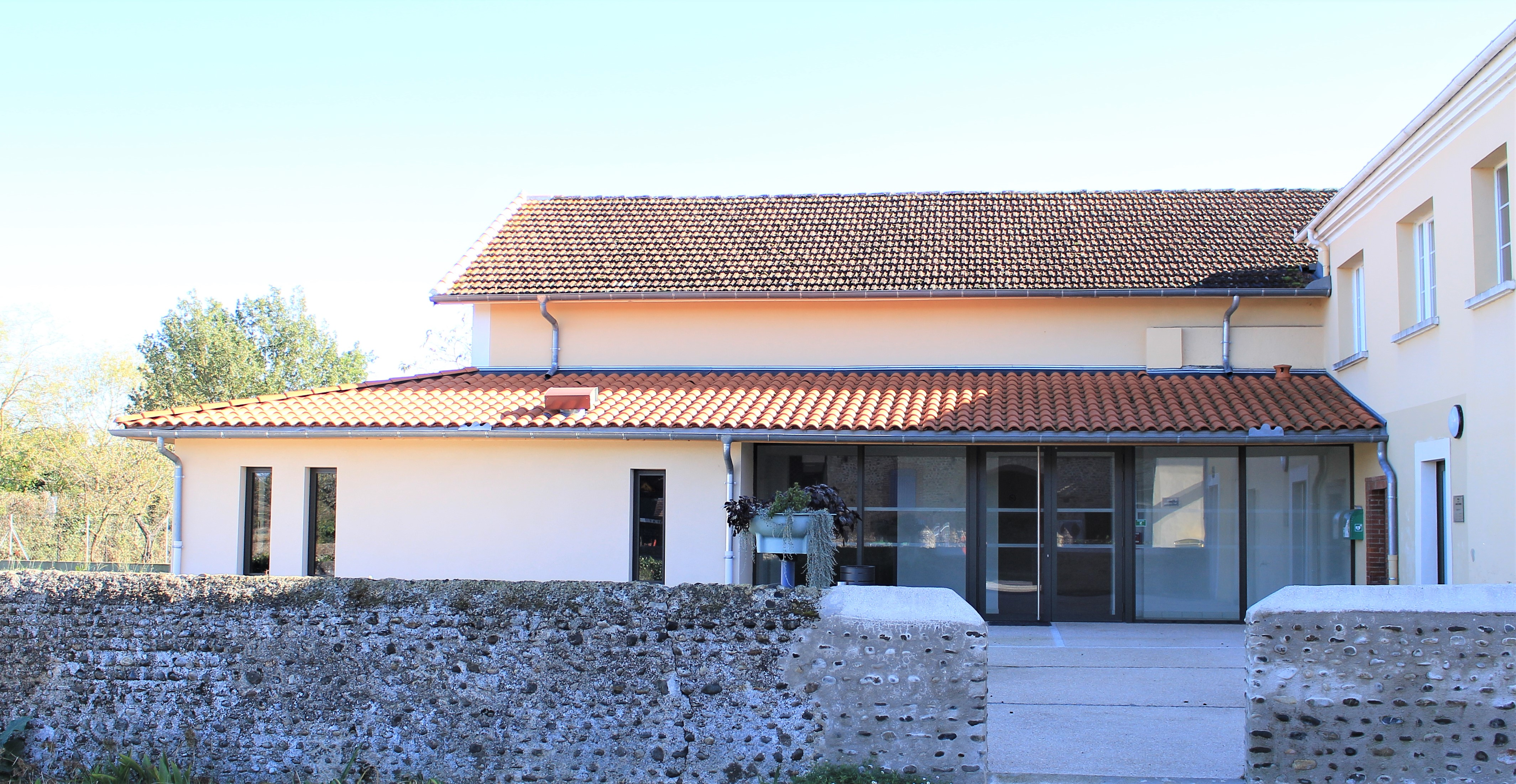
Le foyer rural en 2022

### Vie politique locale

Localisation de Labatut-Rivière dans le canton de Maubourguet et dans le département des Hautes-Pyrénées.

Le maire actuel, Robert Maisonneuve, préside le conseil municipal. Le nombre d'habitants de la commune étant compris entre 100 et 499, le conseil municipal se compose de onze membres.
La commune de Labatut-Rivière est rattachée administrativement à l’arrondissement de Tarbes et politiquement au canton de Maubourguet représenté par le conseiller général Jean Guilhas  (PS), et à la deuxième circonscription des Hautes-Pyrénées représentée par la députée Jeanine Dubié (RDG).
Labatut-Rivière est membre de la Communauté de communes du Val d'Adour qui regroupe les onze communes du canton de Maubourguet. Cette structure intercommunale étant elle-même membre du Pays du Val d’Adour, organisme administratif chargé de l’aménagement du territoire.

### Liste des maires
| Période        | Période        | Identité                   | Étiquette | Qualité |
| -------------- | -------------- | -------------------------- | --------- | ------- |
| 1800           | 1808           | Charles Bacqué             |           |         |
| 1808           | Juillet 1816   | Pierre Clair de Fondeville |           |         |
| Juillet 1816   | Août 1821      | Charles Bacqué             |           |         |
| Août 1821      | Novembre 1828  | Pierre Clair de Fondeville |           |         |
| Novembre 1828  | Septembre 1829 | Dominique Sabailh          |           |         |
| Septembre 1829 | Janvier 1832   | Jean-Placide de Castelmore |           |         |
| Janvier 1832   | décembre 1834  | Dominique Sabailh          |           |         |
| Février 1835   | Avril 1838     | Jean-Placide de Castelmore |           |         |
| Juillet 1838   | Novembre 1840  | Jean Darré                 |           |         |
| Novembre 1840  | Mai 1852       | Jean-Placide de Castelmore |           |         |
| Mai 1852       | Février 1853   | Charles de Castelmore      |           |         |
| Février 1853   | Juin 1855      | François Brescon           |           |         |
| Juin 1855      | Septembre 1870 | Honoré Sabail              |           |         |
| Septembre 1870 | Avril 1871     | Martial Duchemin           |           |         |
| Avril 1871     | Janvier 1878   | Charles de Castelmore      |           |         |
| Janvier 1878   | Décembre 1884  | André Lannelongue          |           |         |
| Mai 1884       | Mai 1888       | Théophile Brescon          |           |         |
| Mai 1888       | Mai 1896       | André Lannelongue          |           |         |
| Mai 1896       | Mai 1900       | Narcisse Clarac            |           |         |
| Mai 1900       | 1923           | Antoine Sempé              |           | Éleveur |
| 1923           | Mai 1925       | Louis de Germon            |           |         |
| Mai 1925       | Septembre 1944 | Alfred Dieuzeide           |           |         |
| Septembre 1944 | Mars 1950      | Camille Setze              |           |         |
| Mars 1950      | Mai 1953       | Henri Dieuzeide            |           |         |
| Mai 1953       | Mars 1971      | Ernest Larrieu             |           |         |
| Mars 1971      | Mars 1983      | Robert Duffort             |           |         |
| Mars 1983      | Mars 1989      | Édouard Lafourcade         |           |         |
| Mars 1989      | Juin 1995      | André Lascombes            | PS        |         |
| Juin 1995      | mars 2001      | Jacques Lacoste            |           |         |
| Mars 2001      | Mars 2008      | Guy Delaine                |           |         |
| Mars 2008      | En cours       | Robert Maisonneuve         |           |         |

### Tendances et résultats politiques
L’analyse des derniers résultats électoraux de Labatut-Rivière montrent une tendance au vote à gauche des électeurs de la commune avec des victoires systématiques des candidats du Parti socialiste ou du Parti radical de gauche aux élections majeures (à l'exclusion de la situation exceptionnelle des présidentielles de 2002).

#### Élections présidentielles, résultats des deuxièmes tours
- Élection présidentielle de 2002[47] : 82,21 % pour Jacques Chirac (RPR), 17,79 % pour Jean-Marie Le Pen (FN), 79,71 % de participation.
- Élection présidentielle de 2007[48] : 51,45 % pour Ségolène Royal (PS), 48,55 % pour Nicolas Sarkozy (UMP), 82,72 % de participation.
- Élection présidentielle de 2012[49] : 57,38 % pour François Hollande (PS), 42,62 % pour Nicolas Sarkozy (UMP), 84,00 % de participation.

#### Élections législatives, résultats des deuxièmes tours
- Élections législatives de 2002[50] : 62,89 % pour Jean Glavany (PS), 37,11 % pour Pierre Lagonelle (UMP), 64,10 % de participation.
- Élections législatives de 2007[51] :  58,15 % pour Jean Glavany (PS), 41,85 % pour Christine  Rabaud-Carrie (UMP), 61,13 % de participation.
- Élections législatives de 2012[52] : 58,06 % pour Jeanine Dubié (RDG), 41,94 % pour Jean-Pierre Artiganave (UMP), 61,08 % de participation.

#### Élections régionales, résultats des deux meilleurs scores
- Élections régionales de 2004[53] : 54,35 % pour Martin Malvy (Liste LGA), 17,39 % pour Louis Aliot (Liste LFN), 28,26 % pour Jacques Godfrain (liste LDR), 61,95 % de participation.
- Élections régionales de 2010[54] : 64,52 % pour Martin Malvy (Liste LSOC), 35,48 % pour Brigitte Barèges (Liste LMAJ), 56,79 % de participation.

#### Élections cantonales, résultats des deuxièmes tours
- Élections cantonales de 2004 (siège pourvu au premier tour  pour le canton)[55] : 52,58 % pour Jean Guilhas  (PS), 22,07 % pour Nicolas Weibel (UMP), 12,68 % pour Michelle Fau (FN), 12,68 % pour André Dantin (COM)), 69,50 % de participation.
- Élections cantonales de 2011 (siège pourvu au premier tour  pour le canton)[56] : 62,50 % pour Jean Guilhas  (PS), 16,45 % pour Christian Cambours (COM), 21,05 % pour Jean-Pierre Étienne (FN), 55,14 % de participation.

#### Élections municipales
- Élections municipales de 2001 : données manquantes.
- Élections municipales de 2008[57] :
  - élus au premier tour : 139 voix pour Robert Maisonneuve, 131 voix pour Charly Montardon, 130 voix pour Maryse Lapeyrade, 130 voix pour André Lemaitre, 127 voix pour André Bournazel, 126 voix pour Gilbert Latapie, 126 voix pour Claudine Larrieu ;
  - élus au deuxième tour : 132 voix pour Roger Lafourcade, 132 voix pour Guy Delaine, 130 voix pour Régis Lasbats, 129 voix pour Eric Lafourcade.

### Comptes de la commune
En 2011, la commune disposait d’un budget de 290 000 € dont 255 000 € de fonctionnement et 35 000 € d’investissement financés à 27,42 % par les impôts locaux avec des taux d’imposition fixés à 16,50 % pour la taxe d'habitation et 10,57 % et 44,85 % pour la taxe foncière sur le bâti et le non-bâti. Cette même année, la dette cumulée de la commune s’élevait à 210 000 €.
L’Insee attribue à la commune le code 65 3 14 240. La commune de Labatut-Rivière est enregistrée au répertoire des entreprises sous le code SIREN 216 502 401. Son activité est enregistrée sous le code APE 8411Z.

### Services publics

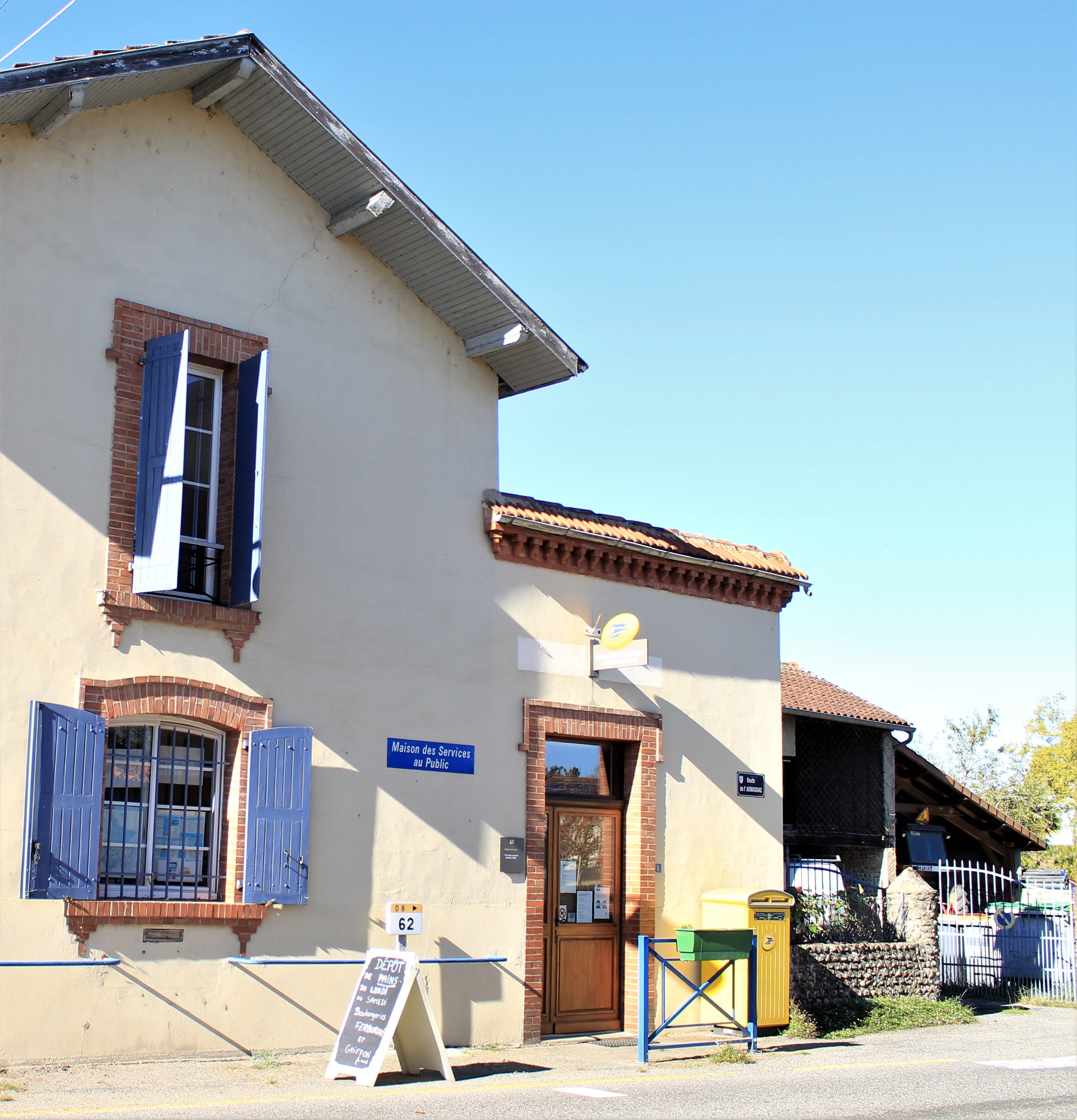
L'agence postale en 2022.

La commune de Labatut-Rivière dispose d'une agence postale. La sécurité de la commune est assurée par la brigade de gendarmerie nationale de Maubourguet. De même, le centre de secours le plus proche est aussi celui de Maubourguet.
Labatut-Rivière relève du tribunal d'instance et du tribunal de grande instance de Tarbes, de la Cour d'appel de Pau, du tribunal pour enfants de Tarbes, du conseil de prud'hommes de Tarbes, du tribunal de commerce de Tarbes, du tribunal administratif de Pau et de la cour administrative d'appel de Bordeaux.

### Jumelages
Au 1er janvier 2013, Labatut-Rivière n'est jumelée avec aucune commune.

## Population et société

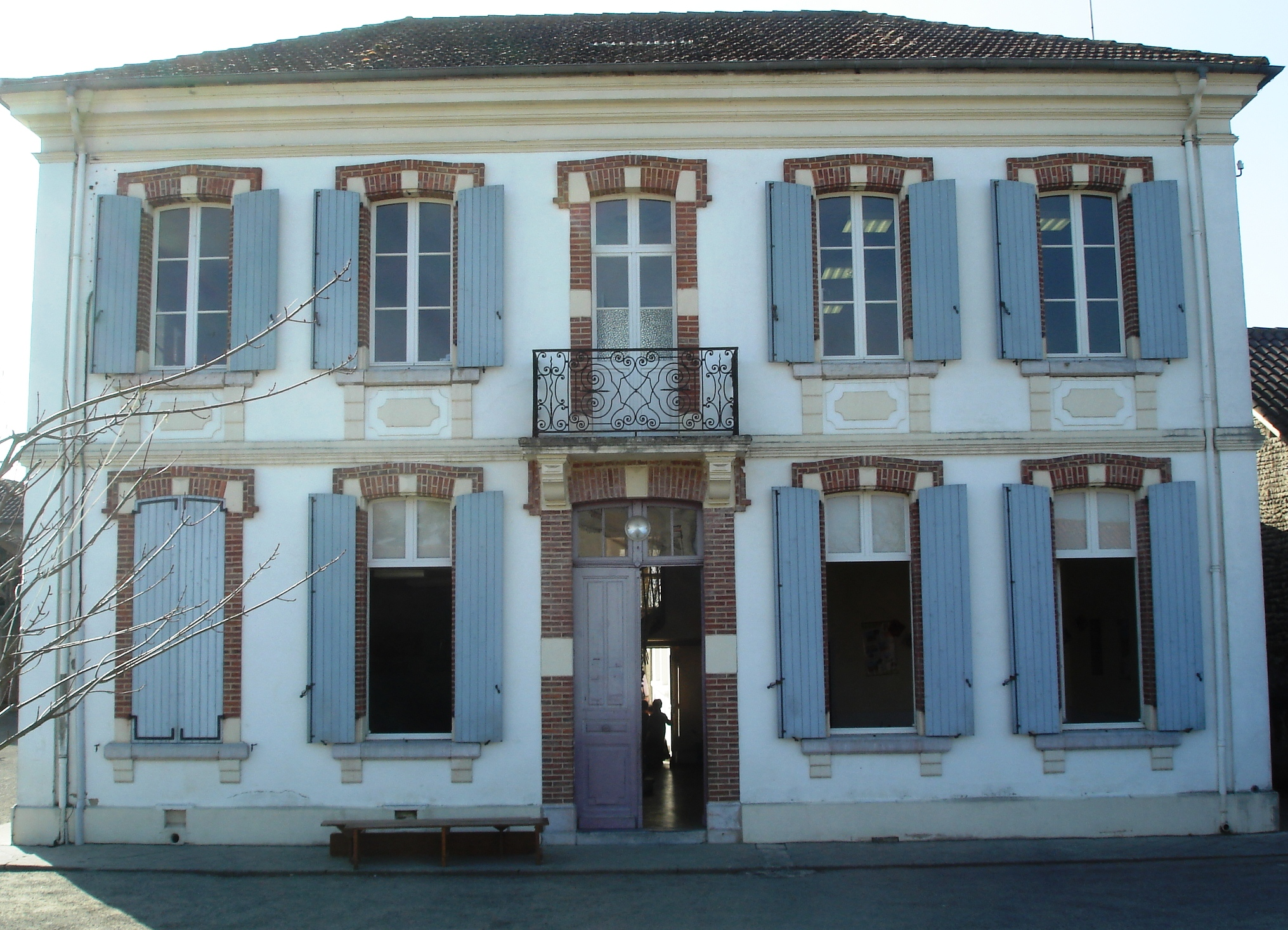
L'école primaire.

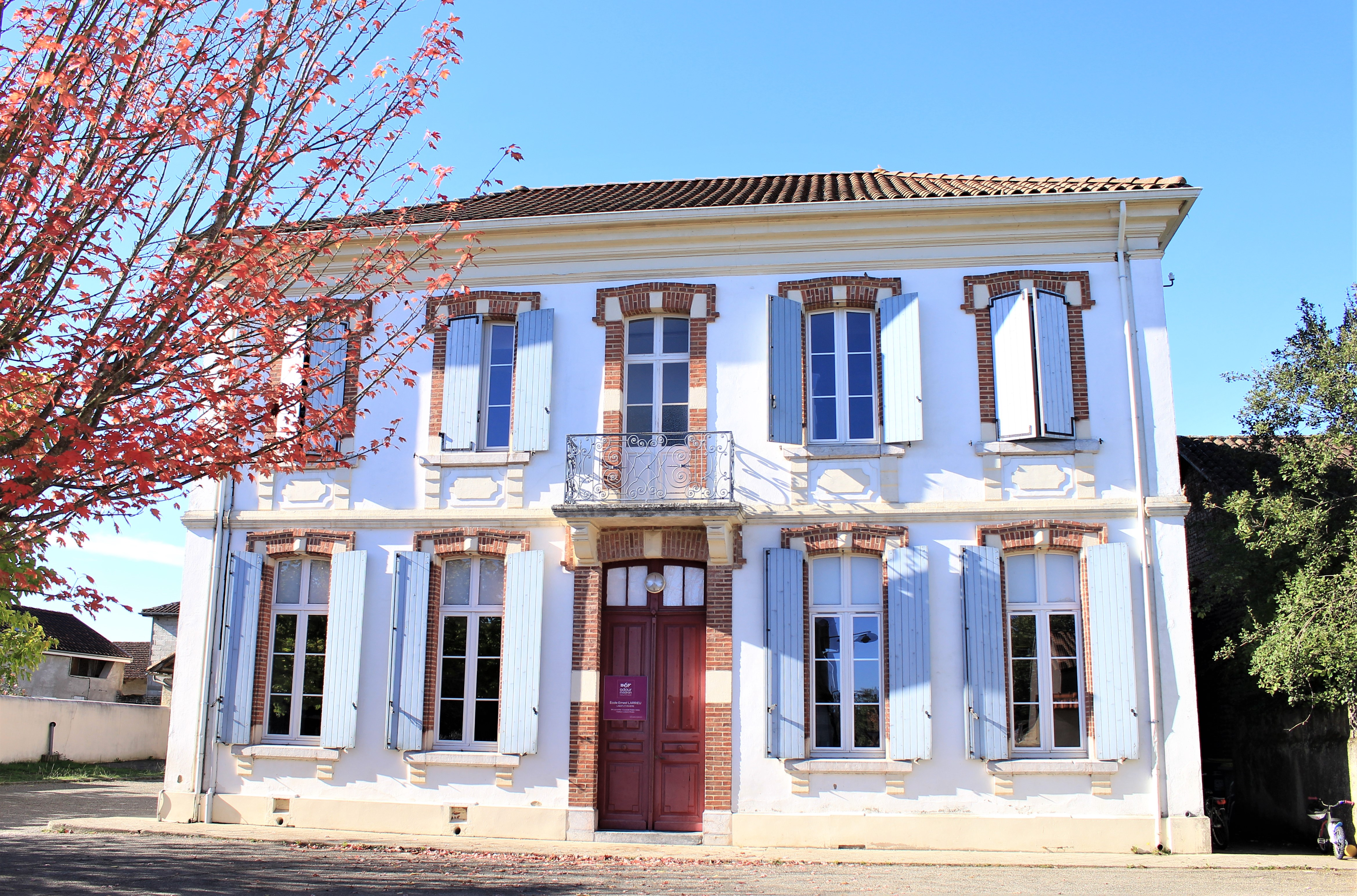
L'école Ernest Larrieu en 2022.

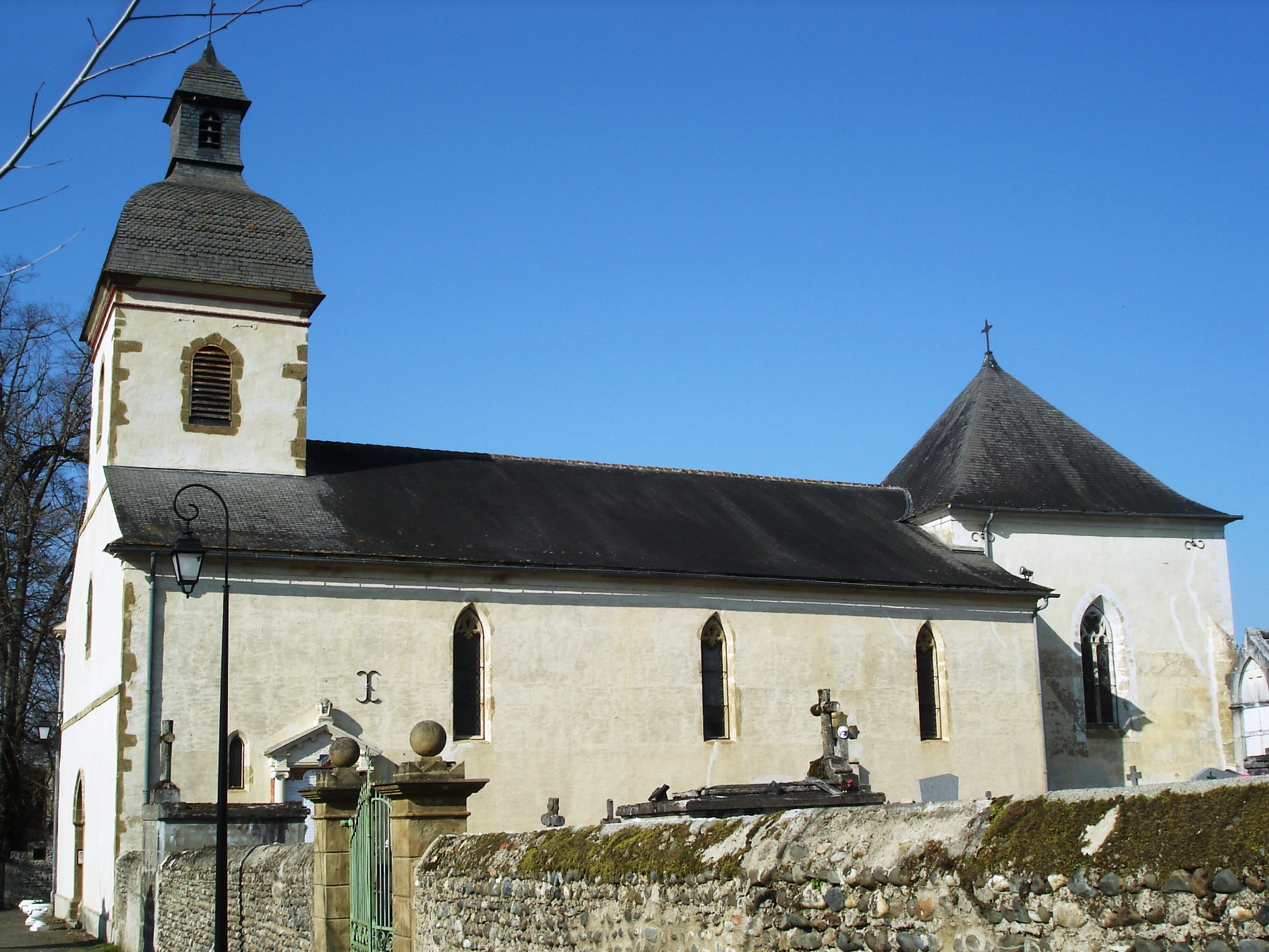
L'église de l'Assomption.

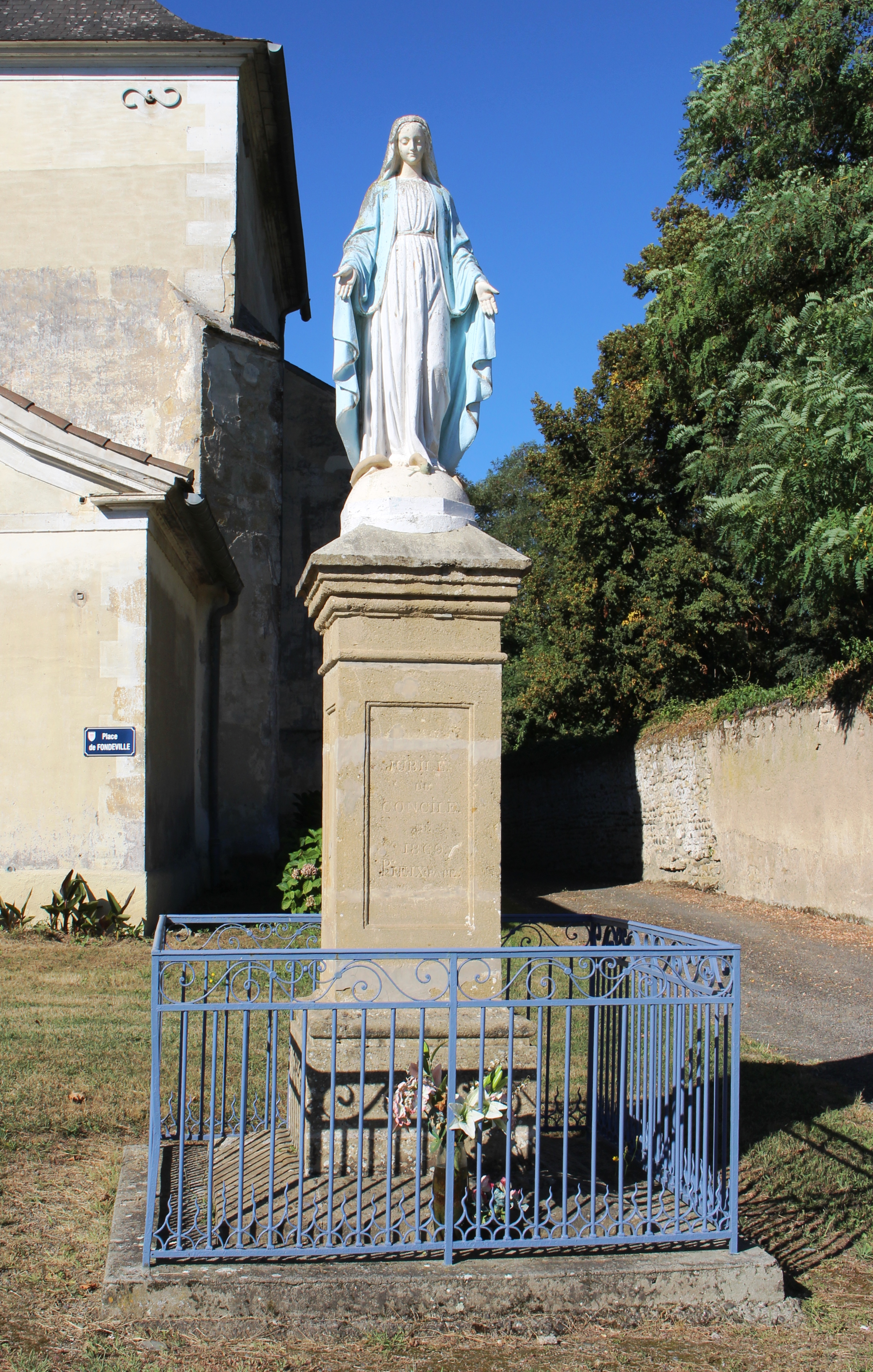
Statue de l'Immaculée conception.

### Démographie

#### Évolution démographique
L'évolution du nombre d'habitants est connue à travers les recensements de la population effectués dans la commune depuis 1793. Pour les communes de moins de 10 000 habitants, une enquête de recensement portant sur toute la population est réalisée tous les cinq ans, les populations de référence des années intermédiaires étant quant à elles estimées par interpolation ou extrapolation. Pour la commune, le premier recensement exhaustif entrant dans le cadre du nouveau dispositif a été réalisé en 2008.

En 2022, la commune comptait 386 habitants, en évolution de −5,16 % par rapport à 2016 (Hautes-Pyrénées : +1,59 %, France hors Mayotte : +2,11 %).
| 1793 | 1800 | 1806 | 1821 | 1831 | 1836 | 1841 | 1846 | 1851 |
| ---- | ---- | ---- | ---- | ---- | ---- | ---- | ---- | ---- |
| 756  | 719  | 746  | 715  | 800  | 842  | 859  | 851  | 853  |

| 1856 | 1861 | 1866 | 1876 | 1881 | 1886 | 1891 | 1896 | 1901 |
| ---- | ---- | ---- | ---- | ---- | ---- | ---- | ---- | ---- |
| 795  | 764  | 764  | 725  | 703  | 690  | 643  | 621  | 573  |

| 1906 | 1911 | 1921 | 1926 | 1931 | 1936 | 1946 | 1954 | 1962 |
| ---- | ---- | ---- | ---- | ---- | ---- | ---- | ---- | ---- |
| 577  | 558  | 536  | 534  | 510  | 528  | 461  | 481  | 463  |

| 1968 | 1975 | 1982 | 1990 | 1999 | 2006 | 2008 | 2013 | 2018 |
| ---- | ---- | ---- | ---- | ---- | ---- | ---- | ---- | ---- |
| 443  | 385  | 373  | 363  | 360  | 344  | 341  | 418  | 387  |

| 2022 | - | - | - | - | - | - | - | - |
| ---- | - | - | - | - | - | - | - | - |
| 386  | - | - | - | - | - | - | - | - |

#### Pyramide des âges
En 2018, le taux de personnes d'un âge inférieur à 30 ans s'élève à 25,6 %, soit en dessous de la moyenne départementale (29,0 %). À l'inverse, le taux de personnes d'âge supérieur à 60 ans est de 35,4 % la même année, alors qu'il est de 34,2 % au niveau départemental.
En 2018, la commune comptait 191 hommes pour 196 femmes, soit un taux de 50,65 % de femmes, légèrement inférieur au taux départemental (51,91 %).
Les pyramides des âges de la commune et du département s'établissent comme suit.
| Hommes | Classe d’âge | Femmes |
| ------ | ------------ | ------ |
| 0,5    | 90 ou +      | 0,5    |
| 12,0   | 75-89 ans    | 12,2   |
| 22,0   | 60-74 ans    | 23,5   |
| 28,8   | 45-59 ans    | 22,4   |
| 12,0   | 30-44 ans    | 14,8   |
| 10,5   | 15-29 ans    | 11,2   |
| 14,1   | 0-14 ans     | 15,3   |

| Hommes | Classe d’âge | Femmes |
| ------ | ------------ | ------ |
| 1,1    | 90 ou +      | 3      |
| 9,8    | 75-89 ans    | 13,1   |
| 21     | 60-74 ans    | 21,5   |
| 20,7   | 45-59 ans    | 20,6   |
| 16     | 30-44 ans    | 15,4   |
| 16,1   | 15-29 ans    | 13,1   |
| 15,2   | 0-14 ans     | 13,3   |

### Enseignement
Les élèves de Labatut-Rivière sont rattachés à l'académie de Toulouse. La commune fait partie du syndicat de regroupement pédagogique intercommunal de Rivière-Basse qui comprend les communes de Caussade-Rivière, Estirac, Hères et Labatut-Rivière. La commune dispose d'une école primaire constituée d'une école maternelle et d'une école élémentaire. Le collège de secteur est situé à Maubourguet (collège Jean-Jaurès) et le lycée à Vic-en-Bigorre (lycée Pierre-Mendès-France).

### Manifestations culturelles et festivités
Labatut-Rivière dispose d'une salle polyvalente et d'une maison des associations permettant l'organisation d'activités culturelles ou associatives. Une 
bibliothèque est installée dans les locaux de l'agence postale.
La fête du village se déroule au cours du troisième weekend du mois de juillet. En outre, deux manifestations culturelles et festives sont organisées chaque année à Labatut-Rivière :
- au mois d'avril, l'exposition « Réveillez vos talents » à laquelle participent les artistes locaux ;
- le 14 août, le festival pyrotechnique « les feux de l'Adour ».

### Santé
Aucun établissement de santé n’est implanté à Labatut-Rivière. Les médecins, les chirurgiens-dentistes ainsi que les pharmacies les plus proches se situent à Maubourguet et à Castelnau-Rivière-Basse. L'hôpital départemental est le groupe hospitalier de Tarbes - Lourdes - Vic-en-Bigorre.

### Sports

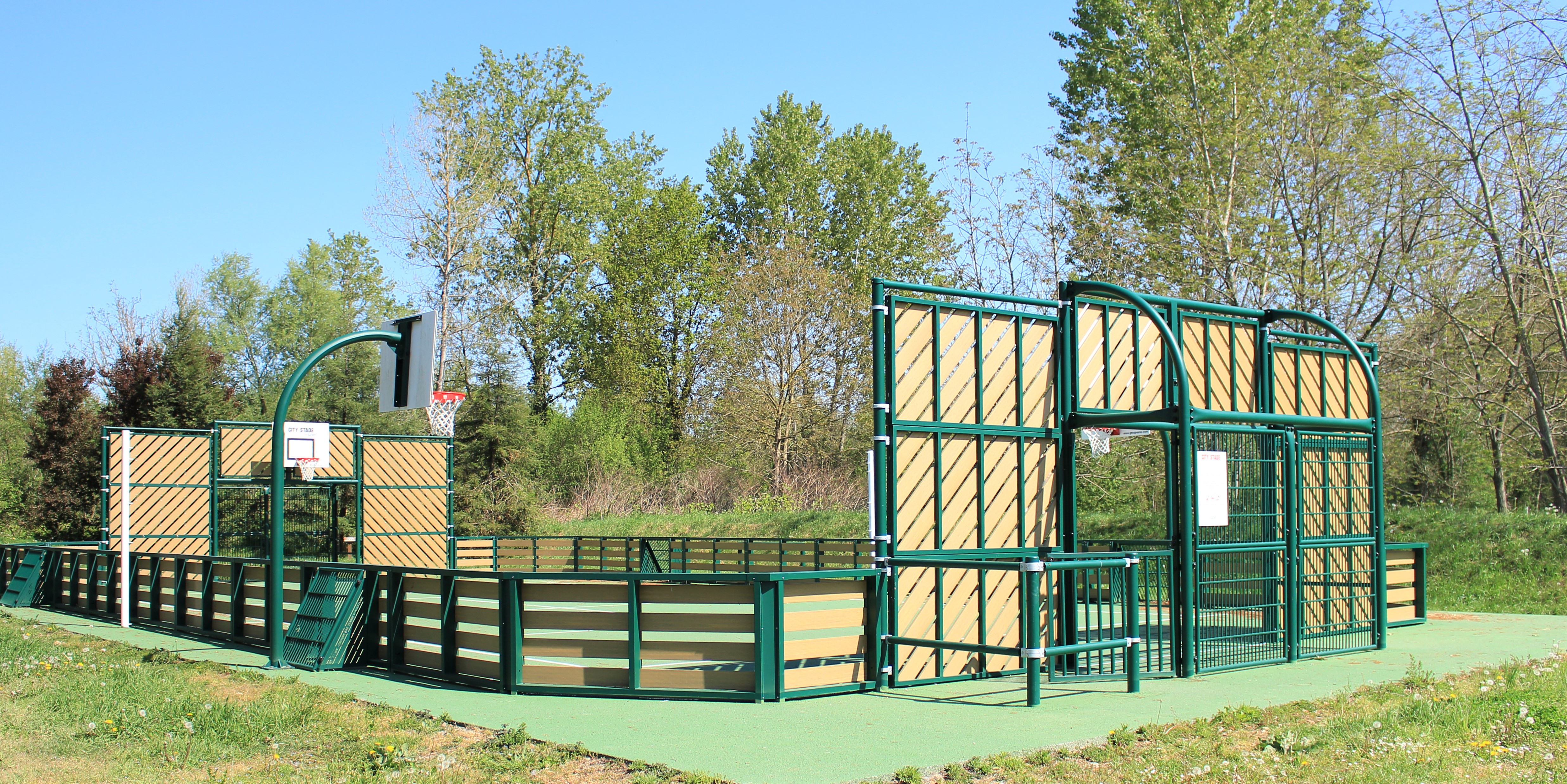
Le terrain de basket-ball.

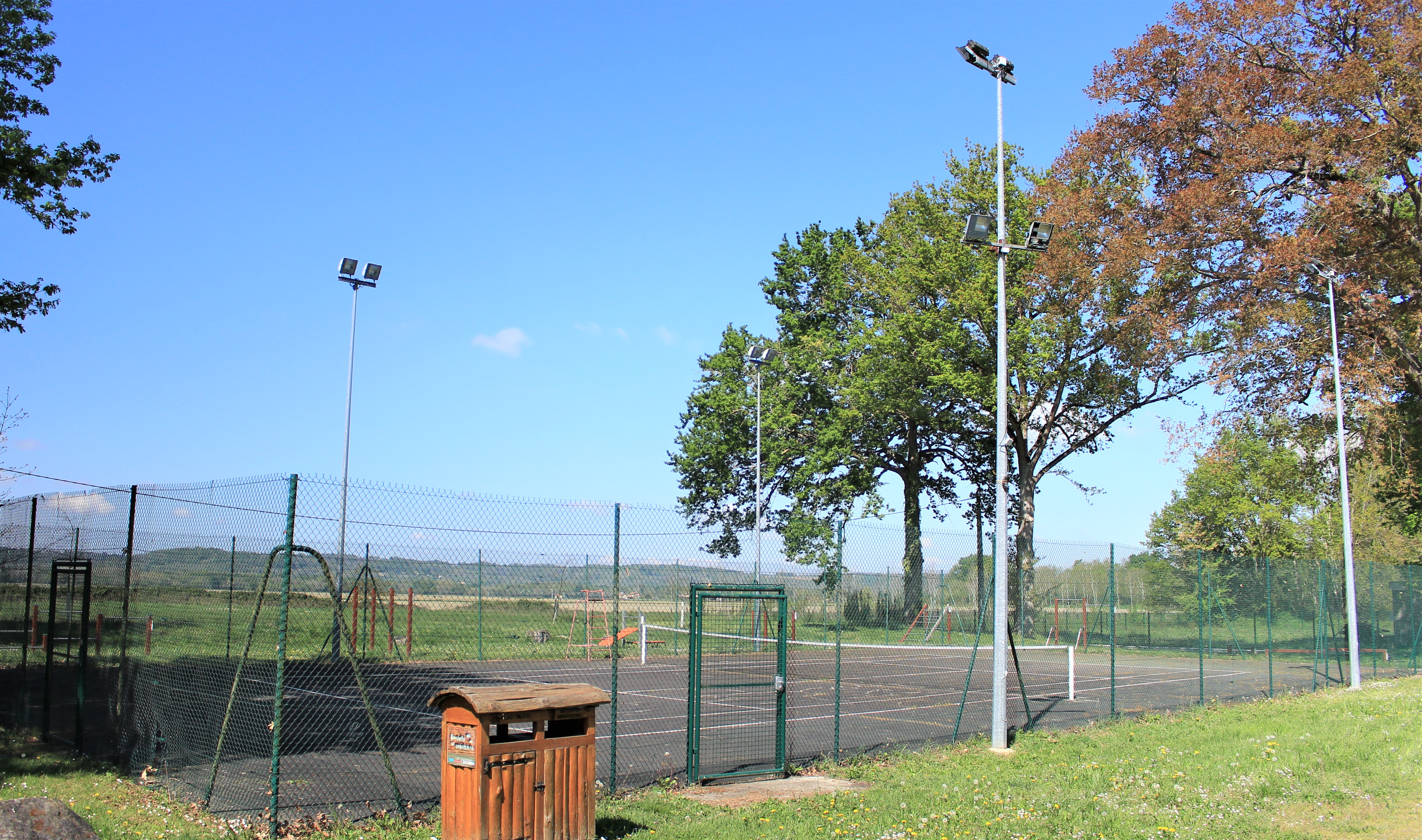
Le court de tennis.

En dehors d'un court de tennis et d'un terrain de basket-ball, Labatut-Rivière ne dispose pas d’infrastructure sportive.
Le sentier de l'Adour, itinéraire de randonnée long de 89 km accessible aux piétons, cavaliers et vététistes, traverse le territoire de la commune.

### Médias
Les quotidiens régionaux La Dépêche du Midi et La Nouvelle République des Pyrénées et l'hebdomadaire régional La semaine des Pyrénées, relatent les informations locales. La commune est en outre dans le bassin d’émission des chaînes de télévision France 3 Midi-Pyrénées. L’information institutionnelle est assurée par plusieurs publications périodiques : La lettre de Labatut-Rivière, le bulletin municipal d’information diffusé par la commune de Labatut-Rivière ; le bulletin d’informations de la Communauté de communes du Val d'Adour ; Hautes-Pyrénées 65, le journal du conseil général des Hautes-Pyrénées et Midi-Pyrénées Info, le journal du conseil régional de Midi-Pyrénées.

### Cultes
Le territoire de la commune de Labatut-Rivière fait partie de l'ensemble paroissial catholique de Maubourguet au sein du diocèse de Tarbes et Lourdes dont le lieu de culte à Labatut-Rivière est l'église de l'Assomption.

## Économie

### Emplois, revenus et niveau de vie
En 2010, le revenu fiscal médian par ménage était de 27 032 €, ce qui plaçait Labatut-Rivière au 19 444e rang parmi les 31 525 communes de plus de 39 ménages en métropole.
En 2009, la population active (population de 15 à 64 ans) de Labatut-Rivière est de 204 personnes pour une population totale de 338 habitants, soit 60,35 % de la population. La population active occupée (ayant un emploi) est de 145 personnes et la population active inoccupée (au chômage) est de 14 personnes. Le taux de chômage étant de  6,8 % de la population active.
|                           | Nb. Personnes | Pourcentage |
| Population active         | 145           | 70,9 %      |
| Actifs ayant un emploi    | 131           | 64,1 %      |
| Chômeurs                  | 14            | 6,8 %       |
| Population inactive       | 59            | 29,1 %      |
| Élèves, étudiants         | 5             | 2,4 %       |
| Retraités ou préretraités | 31            | 15,5 %      |
| Autres inactifs           | 23            | 11,2 %      |

La population de Labatut-Rivière était constituée en 2009 de 142 ménages. Cent vingt-deux ménages Labatutois étaient propriétaires de leur logement (86,0 %), treize étaient locataires (9,1 %) et sept ménages étaient logés gratuitement (4,9 %).
Toujours en 2009, le nombre de foyer fiscaux était de 219, dont 84 (38,4 %) étaient assujettis à l’impôt sur le revenu. Le revenu net déclaré moyen dans la commune s’élevait à 17 047 € et l'impôt moyen était de 321 €.

### Entreprises
En janvier 2011, soixante-deux entreprises et établissements sont installés à Labatut-Rivière.
| Secteurs                                                     | Total | %    |
| ------------------------------------------------------------ | ----- | ---- |
| Agriculture, sylviculture et pêche                           | 37    | 59,7 |
| Industrie                                                    | 1     | 1,6  |
| Construction                                                 | 6     | 9,7  |
| Commerce, transports et services divers                      | 12    | 19,4 |
| Administration publique, enseignement, santé, action sociale | 6     | 3,2  |

## Culture locale et patrimoine

### Patrimoine architectural
- Le château de Labatut dont la tour circulaire date du XIVe siècle, est inscrit à l'Inventaire général du patrimoine culturel inscrit au titre des monuments historiques en 1982[79] ;
- L'église de l'Assomption, restaurée en 1846 et dont la dernière remise en état date de 2007 ;
- La chapelle Darré Libéros, érigée au centre du cimetière ;
- Le bâtiment qui abrite l'actuelle agence postale est une donation de Jeanne Pourtalé, fille d'Antoine Sempé (maire de 1900 à 1922) à la commune de Labatut-Rivière ;
- Lavoirs.

Sélection de vues des lavoirs.
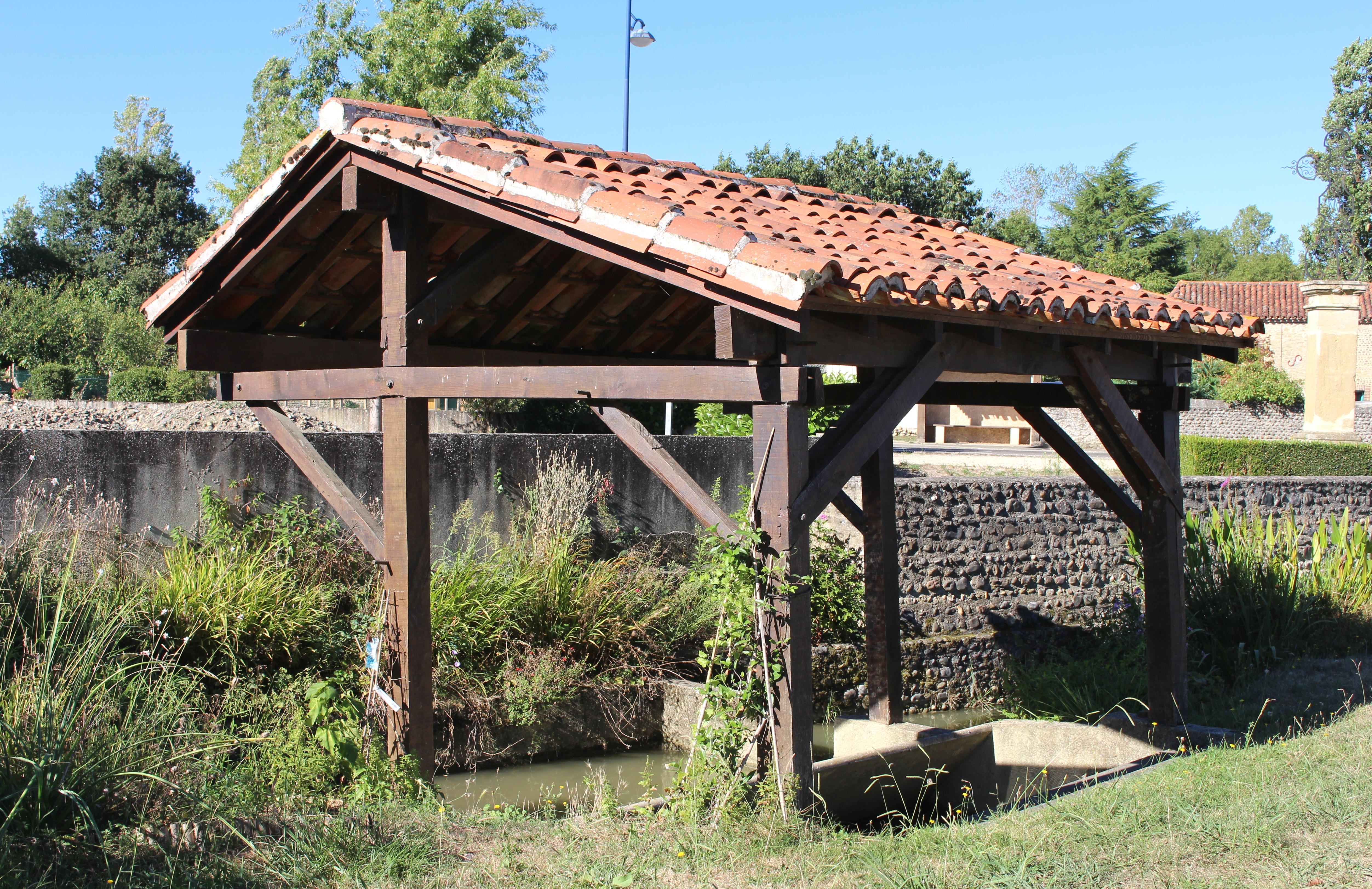
Le lavoir du village.
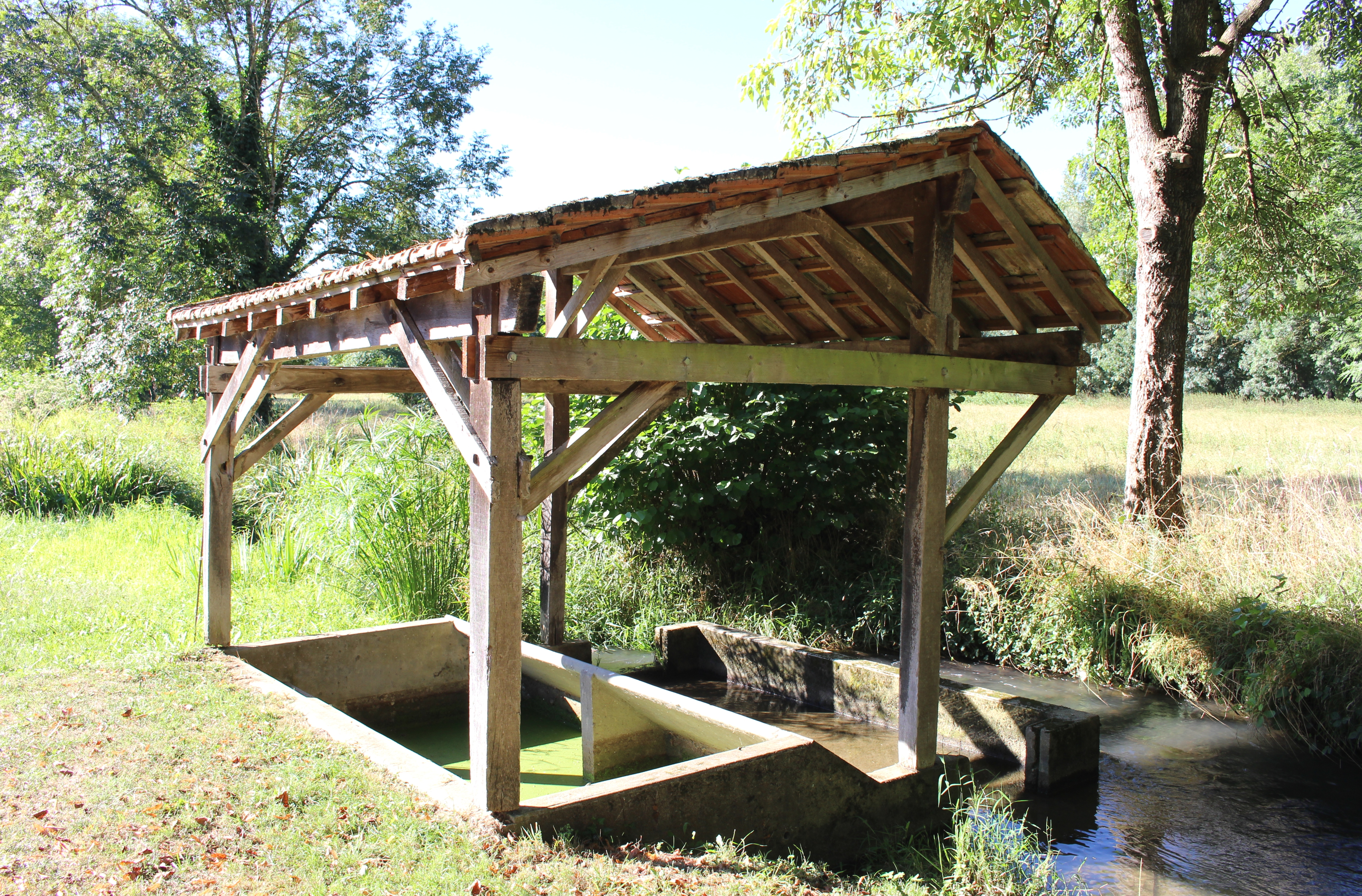
Le lavoir de l'Église.
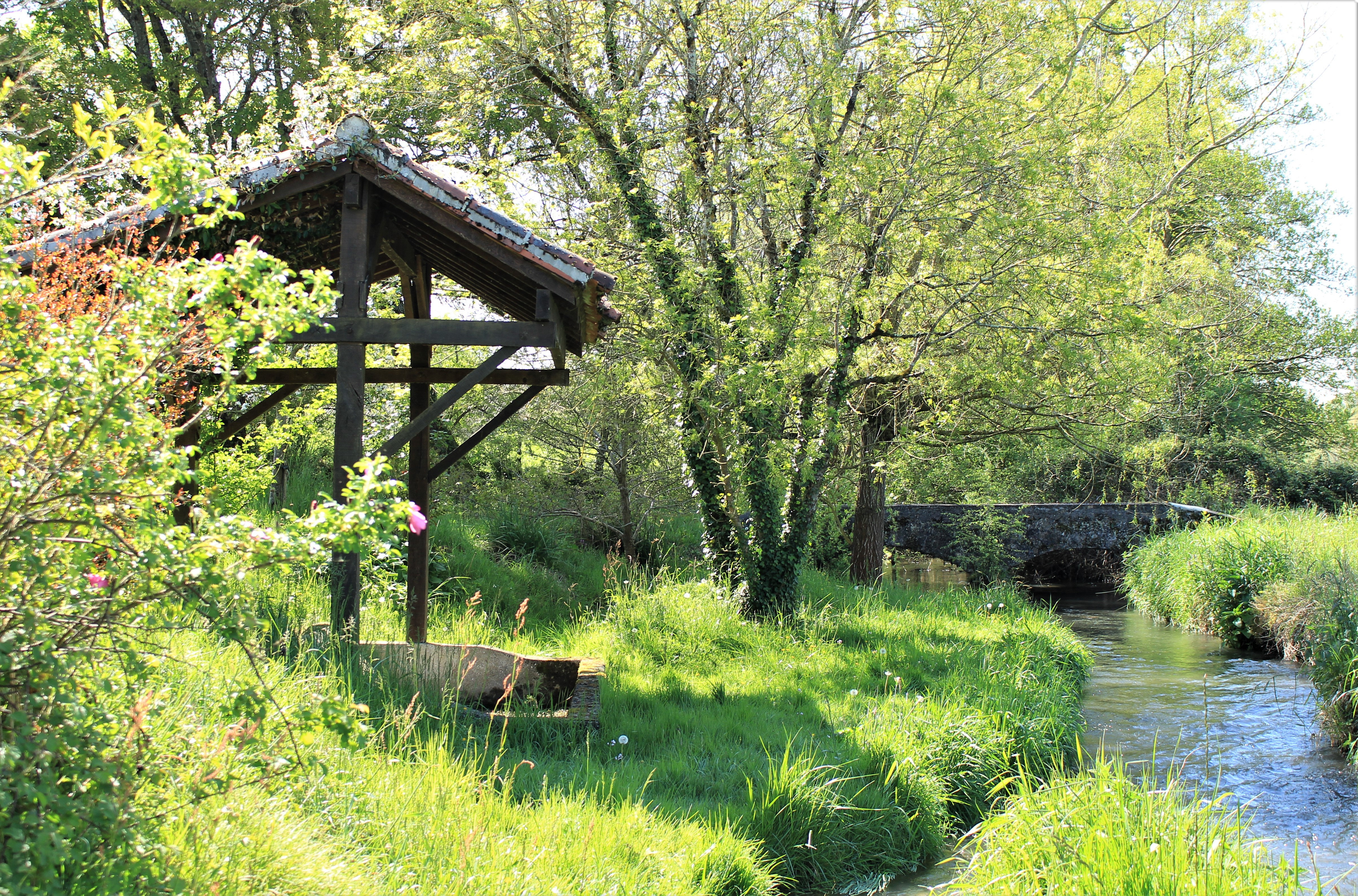
Le lavoir de l'Estéous.

### Personnalités liées à la commune
- Pierre Clair de Fondeville, premier maire élu de Tarbes en 1790, maire de Labatut-Rivière ;
- Antoine Sempé, maire de Labatut-Rivière de 1900 à 1923, député des Hautes-Pyrénées de 1919 à 1922.

### Héraldique
Officiellement, la commune de Labatut-Rivière ne dispose pas de blason. Toutefois, à l’initiative d’un association locale, « les amis du château », la commune adopte en 1990 un blason inspiré de celui des seigneurs de Labatut-Rivière dont le blasonnement était : « D'or, à trois épées de gueules, soutenant une couronne ».
| Labatut-Rivière | Les armes de Labatut-Rivière se blasonnent : D'argent aux trois épées basses de gueules rangées en fasce, celle du milieu plus longue. |